# Österreichischer Fußball-Cup 2017/18

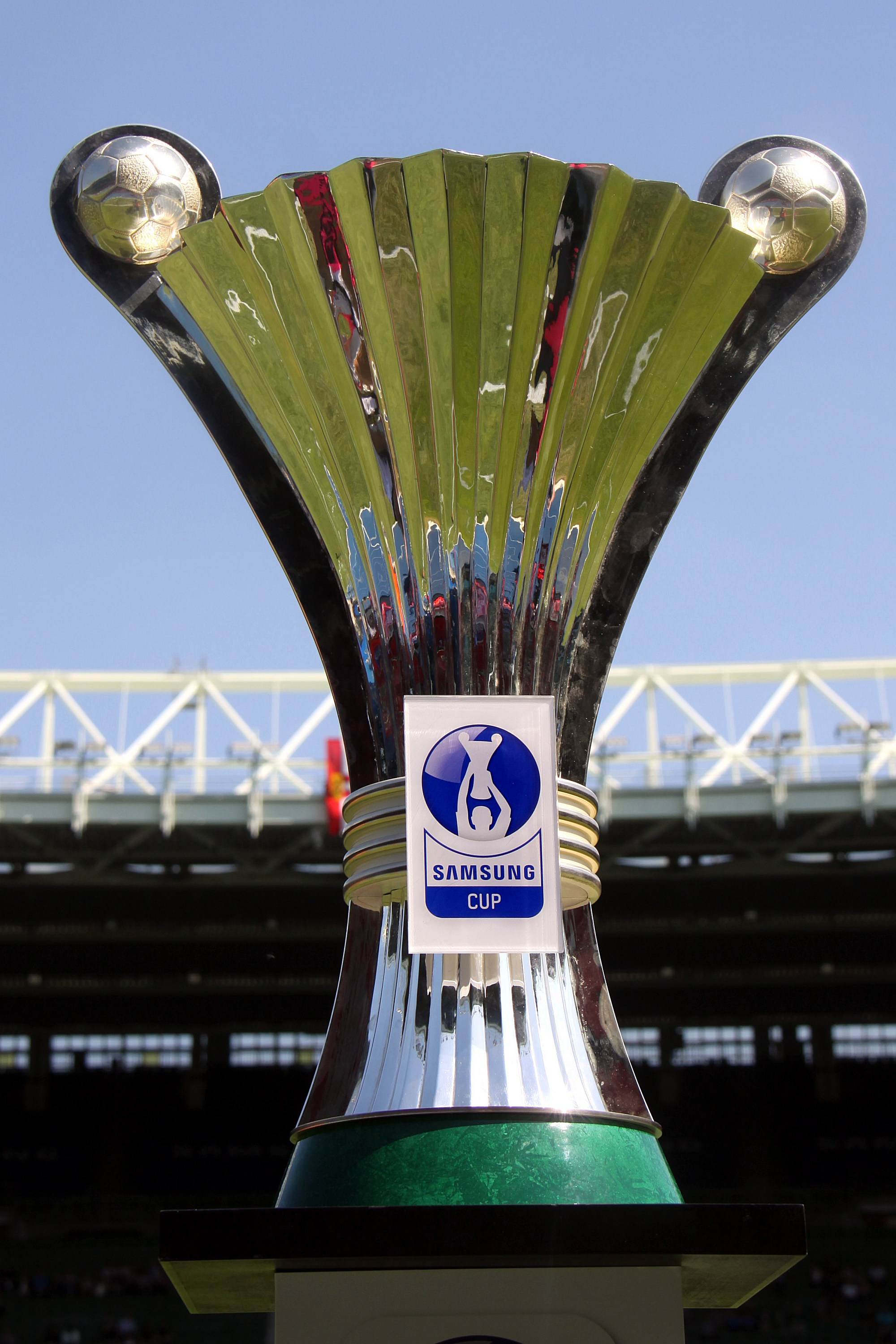
Siegestrophäe für Vereine: ÖFB-Pokal

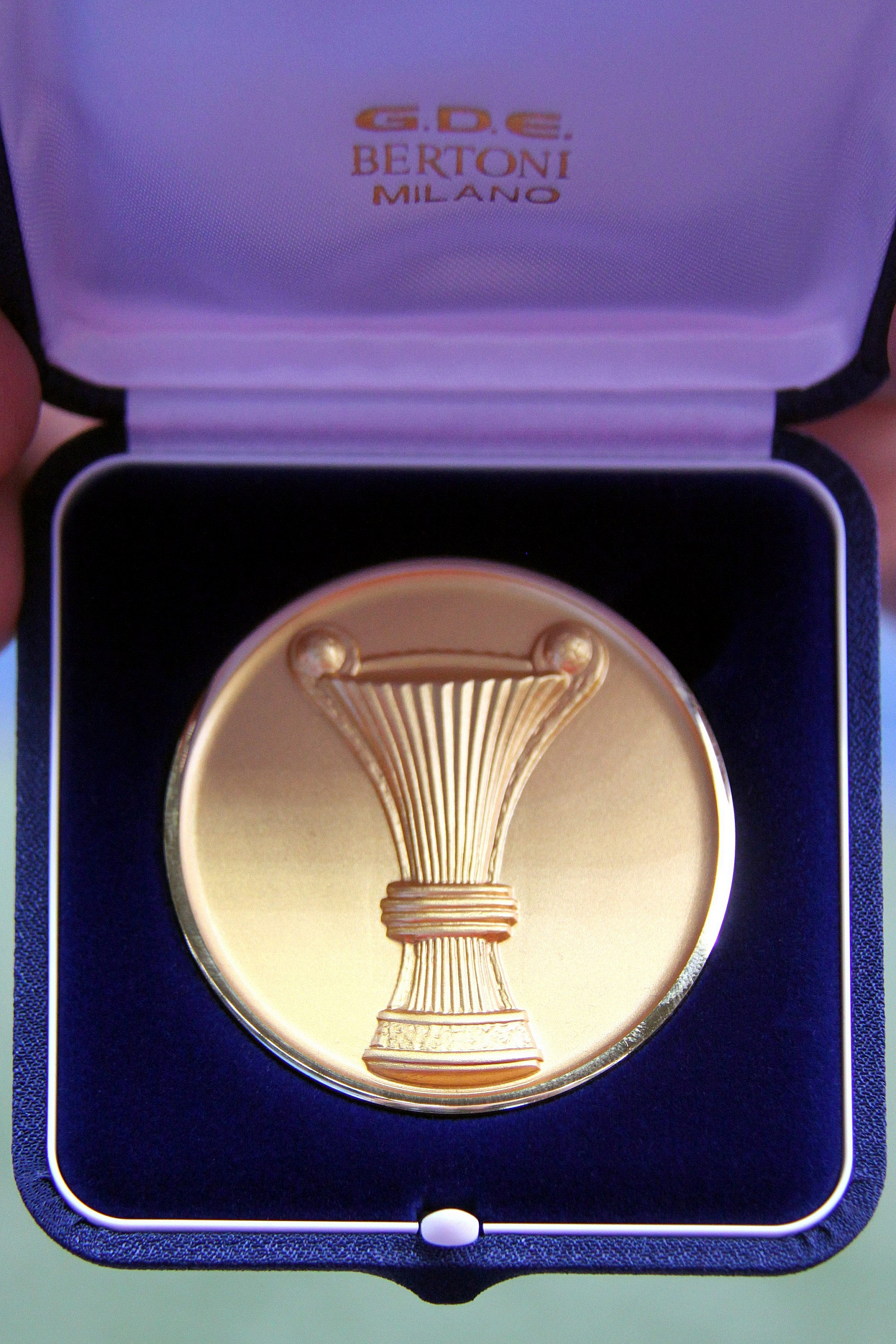
Siegermedaille für Spieler

Der Cup des Österreichischen Fußball-Bundes wurde in der Saison 2017/18 zum 83. Mal ausgespielt. Die offizielle Bezeichnung des Wettbewerbs lautete nach dem Wechsel des Bewerbssponsors von Samsung zu Uniqa erstmals „Uniqa ÖFB Cup“. Der neue Slogan des Bewerbs lautete „#GlaubeWilleMut“ (bisher „Tore für Europa“). Der Sieger war berechtigt, an der Qualifikation zur UEFA Europa League 2018/19 teilzunehmen. Sollte der Pokalsieger schon für die UEFA Europa League oder die UEFA Champions League qualifiziert sein, so nimmt der Tabellenfünfte der Meisterschaft 2017/18 an der Qualifikation für die UEFA Europa League teil.
Titelverteidiger war der FC Red Bull Salzburg, der in den letzten vier Jahren sowohl den ÖFB-Cup als auch die Österreichische Fußballmeisterschaft gewann. Er musste sich dem SK Sturm Graz im Finale mit 0:1 nach Verlängerung geschlagen geben.

## Teilnehmer
An der ersten Runde nahmen 64 Mannschaften teil. Die Mannschaften der Bundesliga und die Mannschaften der zweiten Liga der letzten Saison waren fix qualifiziert. Dabei durfte von den Vereinen der Ersten-Liga nur eine Mannschaft antreten. Dies bedeutet, dass ihre zweiten Mannschaften nicht spielberechtigt waren. Dies galt ebenso für den FC Liefering, der unter der Kontrolle des FC Red Bull Salzburg steht. Die restlichen Plätze wurden nach einem festgelegten Schlüssel auf Amateurvereine in den Landesverbänden aufgeteilt:
- 7 Mannschaften:
  - Niederösterreichischer Fußballverband (SV Horn, SKU Amstetten, ASK Ebreichsdorf, SV Stripfing, ASK-BSC Bruck/Leitha, FC Marchfeld Mannsdorf, FCM Traiskirchen)
- 6 Mannschaften:
  - Oberösterreichischer Fußballverband (ASKÖ Oedt, ATSV Stadl-Paura, Union Vöcklamarkt, Union Gurten, SK Vorwärts Steyr, Union St. Florian);
  - Steirischer Fußballverband (TuS Bad Gleichenberg, FC Gleisdorf 09, SC Weiz, SC Kalsdorf, SV Lafnitz, Deutschlandsberger SC)
- 5 Mannschaften:
  - Wiener Fußball-Verband (ASK Elektra, Wiener SC, FC Karabakh, First Vienna FC, FC Stadlau)
- 4 Mannschaften:
  - Burgenländischer Fußballverband (SC-ESV Parndorf 1919, SV Wimpassing, SC Bad Sauerbrunn, SC Neusiedl am See);
  - Kärntner Fußballverband (SK Austria Klagenfurt, ATUS Ferlach, SAK Klagenfurt, FC Lendorf);
  - Salzburger Fußballverband (SV Grödig, TSV St. Johann, USK Anif, SV Seekirchen, FC Pinzgau Saalfelden);
  - Tiroler Fußballverband (SV Wörgl, FC Kitzbühel, SC Schwaz, FC Kufstein);
  - Vorarlberger Fußballverband (FC Dornbirn, VfB Hohenems, FC Schwarzach, FC Hard)

Zum Teilnehmerkontingent jedes Landesverbands zählten zwingend die Sieger der jeweiligen Landes-Cups 2016/17.
| Bundesliga (10) | Erste Liga (9) (2. Liga) | Landescupsieger (9) |
| --- | --- | --- |
| - FC Admira Wacker Mödling - SCR Altach - SK Sturm Graz - LASK Linz (A) - SV Mattersburg - FC Red Bull Salzburg (M, C) - SKN St. Pölten - FK Austria Wien - SK Rapid Wien - Wolfsberger AC | - Floridsdorfer AC - TSV Hartberg (A) - FC Wacker Innsbruck - Kapfenberger SV - FC Blau-Weiß Linz - SC Austria Lustenau - SV Ried (Ab) - WSG Wattens - SC Wiener Neustadt - FC Liefering Anm.1 | - ASK Elektra Wien (W, L4) - SV Stripfing (NÖ, L4) - SC Neusiedl am See (B, RL) - Deutschlandsberger SC (ST, RL) - SK Austria Klagenfurt (K, RL) - ASKÖ Oedt (OÖ, L4) - SV Grödig (S, RL) - SV Wörgl (T, RL) - VfB Hohenems (V, RL) |
| Regionalliga Ost (10) | Regionalliga Mitte (10) | Regionalliga West (9) |
| - ASK-BSC Bruck/Leitha - SV Horn - SKU Amstetten - ASK Ebreichsdorf - FC Karabakh Wien - FC Marchfeld Mannsdorf - SC-ESV Parndorf 1919 - FC Stadlau - FCM Traiskirchen - Wiener Sport-Club | - TuS Bad Gleichenberg - FC Gleisdorf 09 - Union Gurten - SC Kalsdorf - SV Lafnitz - ATSV Stadl-Paura - Union St. Florian - SK Vorwärts Steyr - SC Weiz - Union Vöcklamarkt | - USK Anif - FC Dornbirn 1913 - FC Hard - FC Kitzbühel - FC Kufstein - TSV St. Johann - FC Pinzgau Saalfelden - SC Schwaz - SV Seekirchen 1945 |
| Landesliga (6) | Anmerkungen | Anmerkungen |
| - SC Bad Sauerbrunn - ATUS Ferlach - SAK Klagenfurt - FC Lendorf - FC Schwarzach - SV Wimpassing                                                                                           | Anm.1 Der FC Liefering ist zwar laut Statuten eigenständig, da er jedoch unter der Kontrolle des FC Red Bull Salzburg steht, ist er als Zweitklub des FC Red Bull Salzburg anzusehen. Der Aufstieg in die Erste Liga wurde vom ÖFB zwar zugelassen, auf eine Teilnahme am Cup verzichtete der Verein aber. Anm.2 First Vienna FC hatte zwar den Meistertitel in der Regionalliga Ost gewonnen, musste jedoch wegen der Insolvenz des Vereins aus dieser ausscheiden. Daraufhin wurde der Verein in die 2. Landesliga, die fünfthöchste Spielklasse, eingeteilt. | Anm.1 Der FC Liefering ist zwar laut Statuten eigenständig, da er jedoch unter der Kontrolle des FC Red Bull Salzburg steht, ist er als Zweitklub des FC Red Bull Salzburg anzusehen. Der Aufstieg in die Erste Liga wurde vom ÖFB zwar zugelassen, auf eine Teilnahme am Cup verzichtete der Verein aber. Anm.2 First Vienna FC hatte zwar den Meistertitel in der Regionalliga Ost gewonnen, musste jedoch wegen der Insolvenz des Vereins aus dieser ausscheiden. Daraufhin wurde der Verein in die 2. Landesliga, die fünfthöchste Spielklasse, eingeteilt. |
| Weitere Ligen (1) | Anm.1 Der FC Liefering ist zwar laut Statuten eigenständig, da er jedoch unter der Kontrolle des FC Red Bull Salzburg steht, ist er als Zweitklub des FC Red Bull Salzburg anzusehen. Der Aufstieg in die Erste Liga wurde vom ÖFB zwar zugelassen, auf eine Teilnahme am Cup verzichtete der Verein aber. Anm.2 First Vienna FC hatte zwar den Meistertitel in der Regionalliga Ost gewonnen, musste jedoch wegen der Insolvenz des Vereins aus dieser ausscheiden. Daraufhin wurde der Verein in die 2. Landesliga, die fünfthöchste Spielklasse, eingeteilt. | Anm.1 Der FC Liefering ist zwar laut Statuten eigenständig, da er jedoch unter der Kontrolle des FC Red Bull Salzburg steht, ist er als Zweitklub des FC Red Bull Salzburg anzusehen. Der Aufstieg in die Erste Liga wurde vom ÖFB zwar zugelassen, auf eine Teilnahme am Cup verzichtete der Verein aber. Anm.2 First Vienna FC hatte zwar den Meistertitel in der Regionalliga Ost gewonnen, musste jedoch wegen der Insolvenz des Vereins aus dieser ausscheiden. Daraufhin wurde der Verein in die 2. Landesliga, die fünfthöchste Spielklasse, eingeteilt. |
| - First Vienna FC Anm.2 | Anm.1 Der FC Liefering ist zwar laut Statuten eigenständig, da er jedoch unter der Kontrolle des FC Red Bull Salzburg steht, ist er als Zweitklub des FC Red Bull Salzburg anzusehen. Der Aufstieg in die Erste Liga wurde vom ÖFB zwar zugelassen, auf eine Teilnahme am Cup verzichtete der Verein aber. Anm.2 First Vienna FC hatte zwar den Meistertitel in der Regionalliga Ost gewonnen, musste jedoch wegen der Insolvenz des Vereins aus dieser ausscheiden. Daraufhin wurde der Verein in die 2. Landesliga, die fünfthöchste Spielklasse, eingeteilt. | Anm.1 Der FC Liefering ist zwar laut Statuten eigenständig, da er jedoch unter der Kontrolle des FC Red Bull Salzburg steht, ist er als Zweitklub des FC Red Bull Salzburg anzusehen. Der Aufstieg in die Erste Liga wurde vom ÖFB zwar zugelassen, auf eine Teilnahme am Cup verzichtete der Verein aber. Anm.2 First Vienna FC hatte zwar den Meistertitel in der Regionalliga Ost gewonnen, musste jedoch wegen der Insolvenz des Vereins aus dieser ausscheiden. Daraufhin wurde der Verein in die 2. Landesliga, die fünfthöchste Spielklasse, eingeteilt. |

## Prämien
Seit der Saison 2013/14 verblieben die Zuschauereinnahmen bis zum Halbfinale zur Gänze beim Heimteam.
Zusätzlich wurden ab der zweiten Runde bis zum Halbfinale Bewerbsprämien ausgeschüttet, die im Verhältnis 35 % (Heimverein) zu 65 % (Gast) geteilt wurden. Im Bedarfsfall wurden für weite Anreisen zusätzlich Fahrtkostenzuschüsse bezahlt. Darüber hinaus trug der ÖFB sämtliche Organisations- und Schiedsrichterkosten.
| Stufe         | Teilnehmer | Prämie      | Prämie      |
| Stufe         | Teilnehmer | Heimverein  | Gastverein  |
| ------------- | ---------- | ----------- | ----------- |
| 1. Runde      | 64 Teams   | € 1.000,--  | € 1.000,--  |
| 2. Runde      | 32 Teams   | € 3.500,--  | € 6.500,--  |
| Achtelfinale  | 16 Teams   | € 10.000,-- | € 15.000,-- |
| Viertelfinale | 08 Teams   | € 21.000,-- | € 39.000,-- |
| Halbfinale    | 04 Teams   | € 35.000,-- | € 65.000,-- |

Für das Erreichen des Finales erhielten beide Finalisten eine Prämie in Höhe von 150.000 Euro. Somit konnten aus dem Cup-Bewerb Prämien bis zu 275.500 Euro erzielt werden.
Darüber hinaus wurden für den Torschützenkönig 10.000 Euro ausgeschüttet. Der Fair-Play-Sieger wurde ebenso mit 10.000 Euro belohnt.

## Terminkalender
Gemäß Rahmenterminplan 1017/18 wurden folgende Spieltermine fixiert:
- 1. Runde: 14./15./16. Juli 2017
- 2. Runde: 19./20. September 2017
- Achtelfinale: 24./25. Oktober 2017
- Viertelfinale: 27./28. Februar 2018
- Halbfinale: 17./18. April 2018
- Finale: 9. Mai 2018 in Klagenfurt am Wörthersee

## Fernsehübertragungen

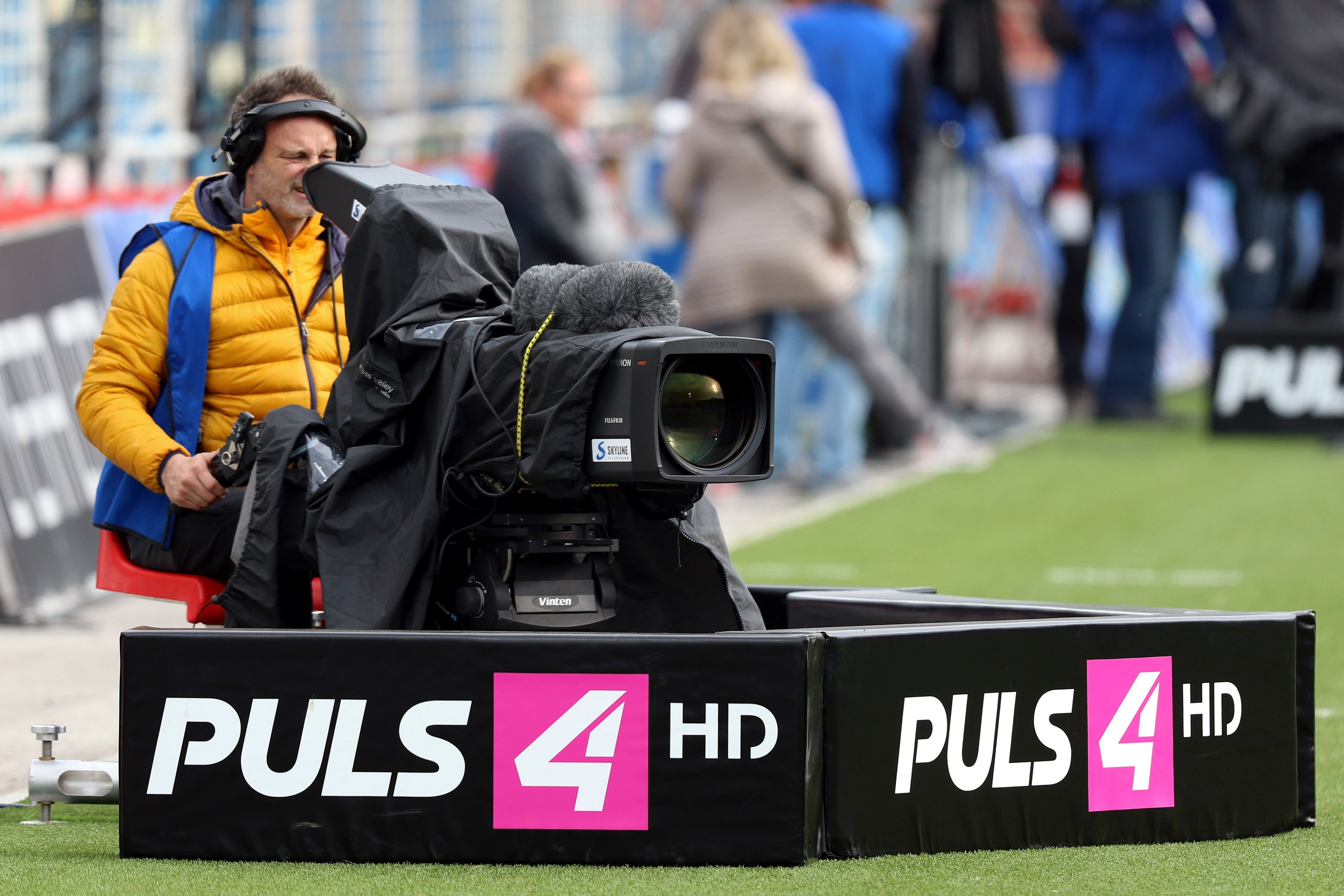
HD-Kamera im Auftrag von Puls 4

Ausgewählte Spiele des Cups wurden vom ORF, von ORF Sport + und von Privatsendern, wie beispielsweise Puls 4, direkt übertragen. Für das Endspiel hatte der ORF das Exklusivrecht.
Einige Spiele waren auch im Livestream des ÖFB auf fussballoesterreich.at zu sehen.

## 1. Runde

### Auslosungsmodus
Die Auslosung der 1. Runde erfolgte nach regionalen Gesichtspunkten. Dabei wurden die 45 Amateurvereine (Regionalligen und Landesligen) in die Gruppen Ost und West eingeteilt. Die Gruppe Ost bildeten die 26 Vereine aus Wien, Niederösterreich, Burgenland, Steiermark und Kärnten. Die Gruppe West setzte sich aus den 19 Vereinen aus Oberösterreich, Salzburg, Tirol und Vorarlberg zusammen. Im ersten Schritt wurden aus der Gruppe Ost sieben und aus der Gruppe West sechs Paarungen gezogen. Im zweiten Schritt wurden den danach verbleibenden 19 Vereinen die Vereine der Bundesliga und der Ersten Liga zugelost.
Die Auslosung der ersten Runde erfolgte am 26. Juni 2017 im Rahmen des Uniqa-ÖFB-Cup-Opening. Die Ziehung nahm Jasmin Ouschan unter Aufsicht des Vorsitzenden des ÖFB-Cup-Komitees Robert Sedlacek vor. Diese wurde von ORF SPORT + live übertragen.

### Paarungen der 1. Runde

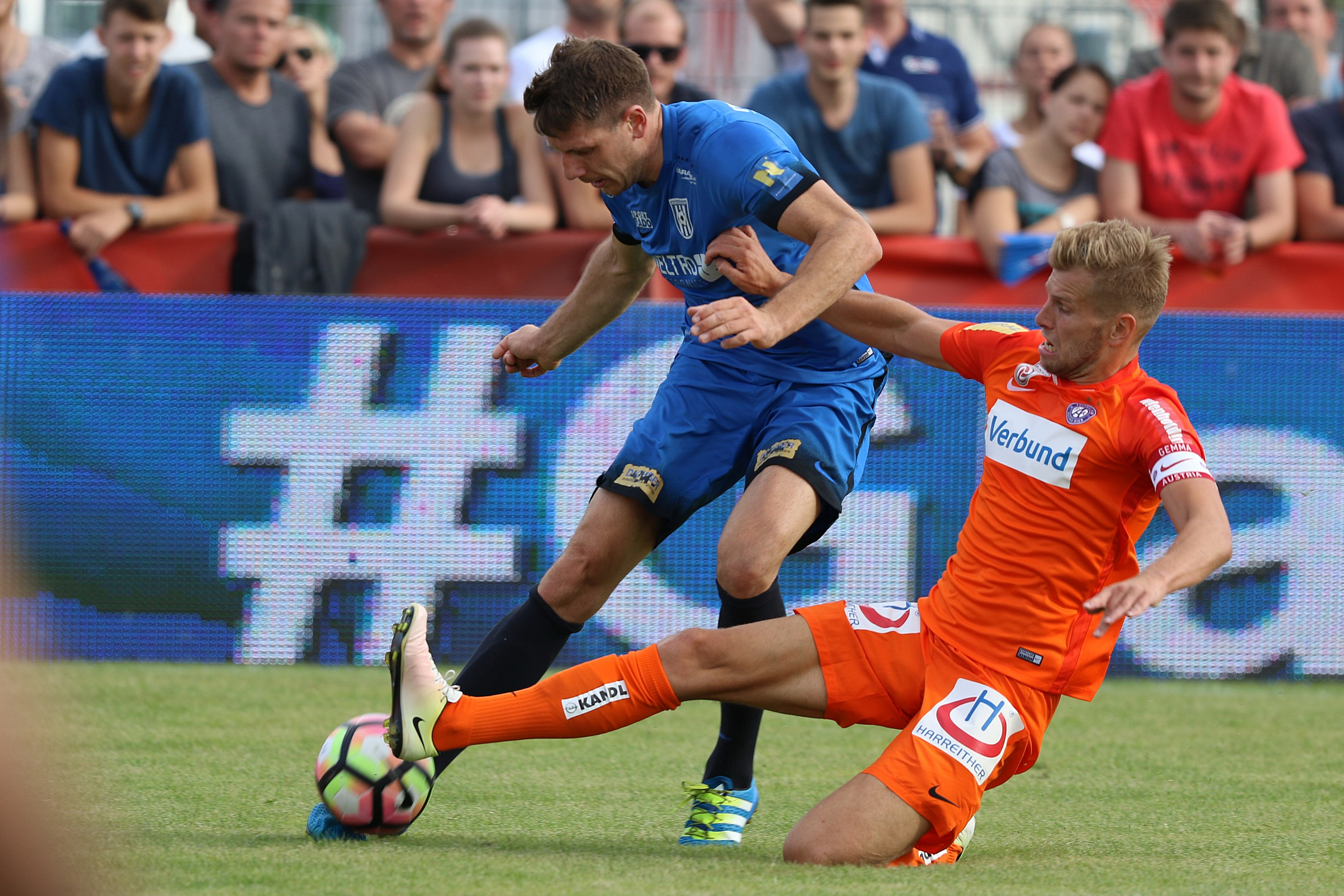
Luka Gusic (links) stoppt Austria-Kapitän Alexander Grünwald

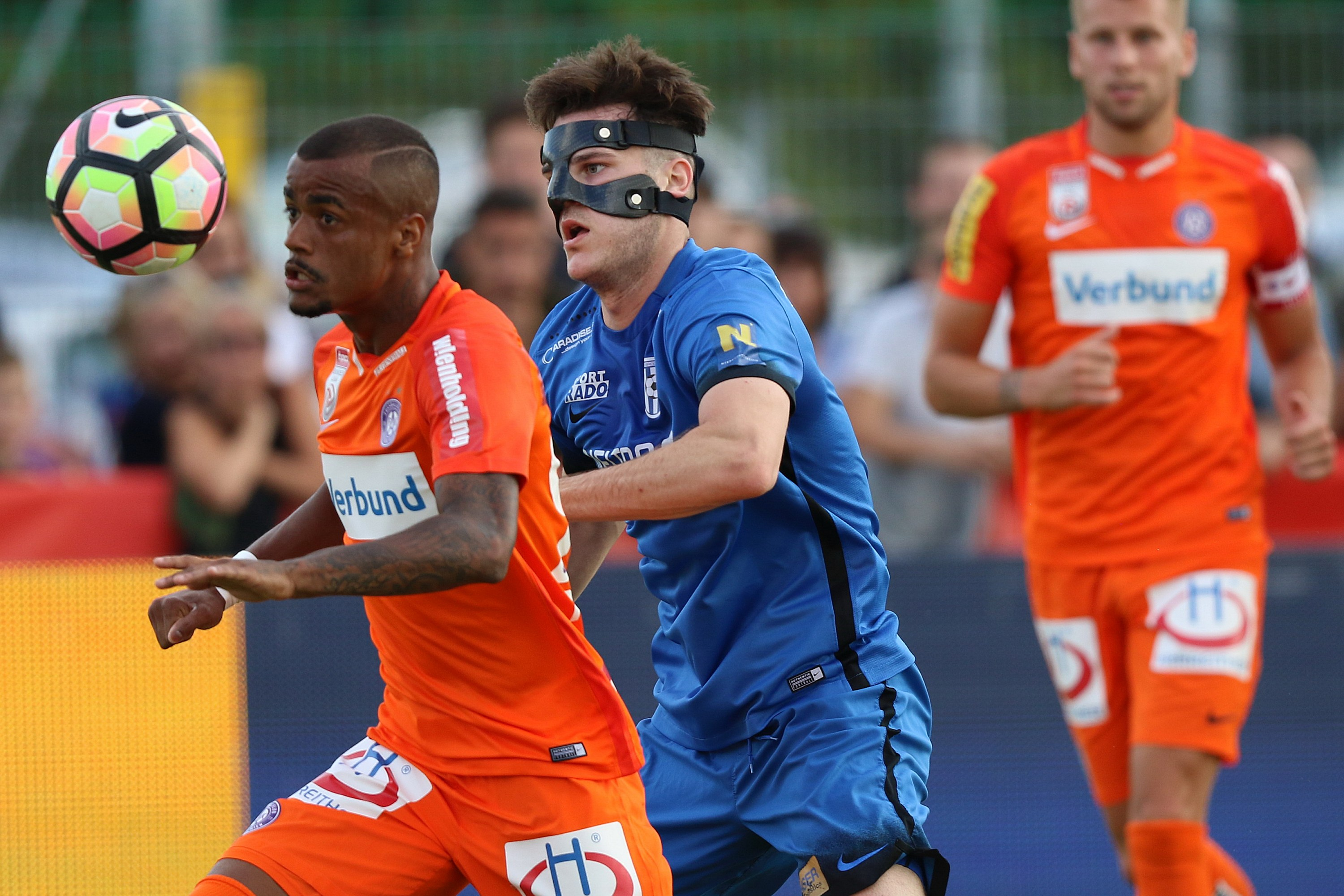
Felipe Pires im Duell mit „Maskenmann“ Maximilian Balzer

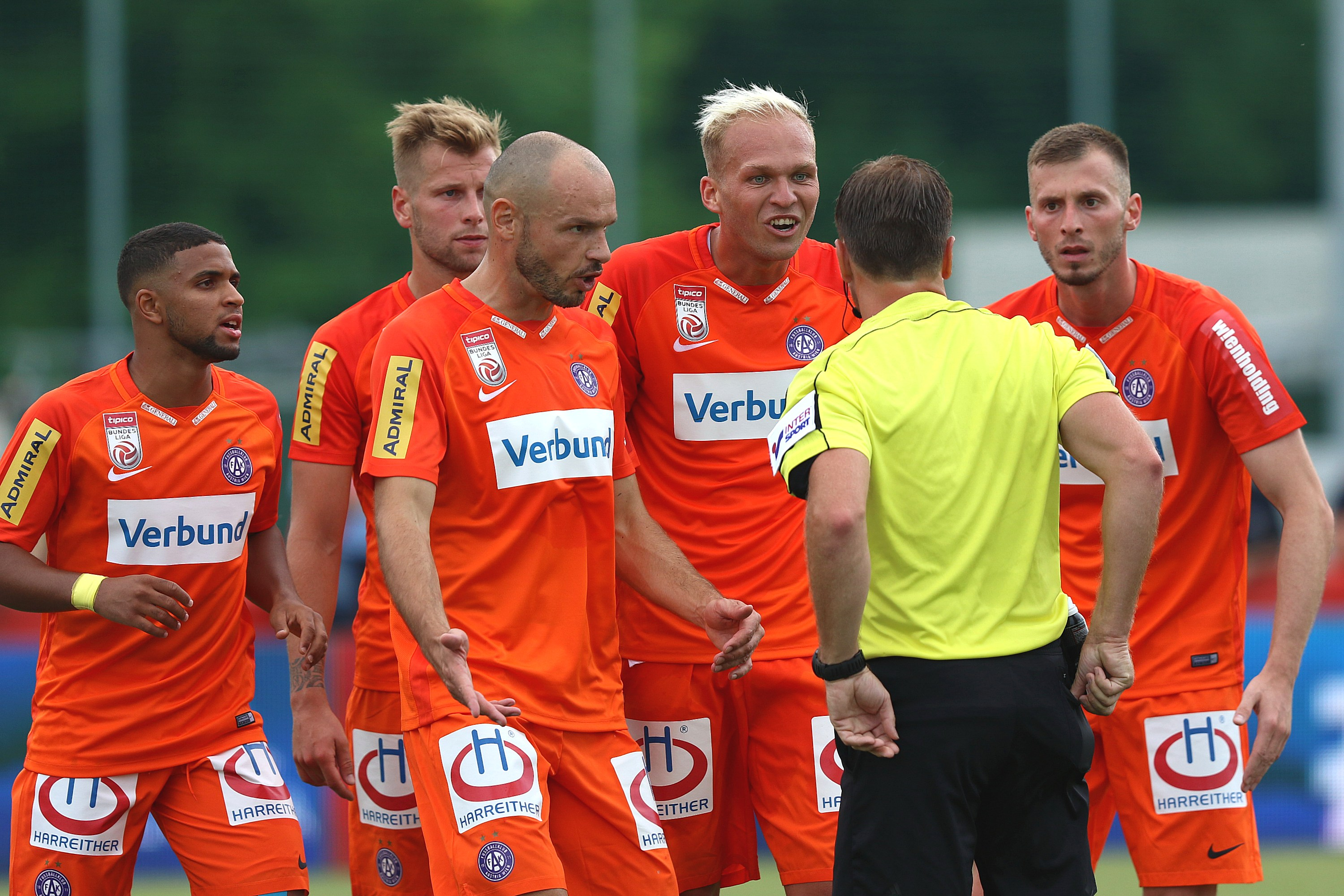
Raphael Holzhauser (blondes Haar) kann seinen Ausschluss nicht fassen.

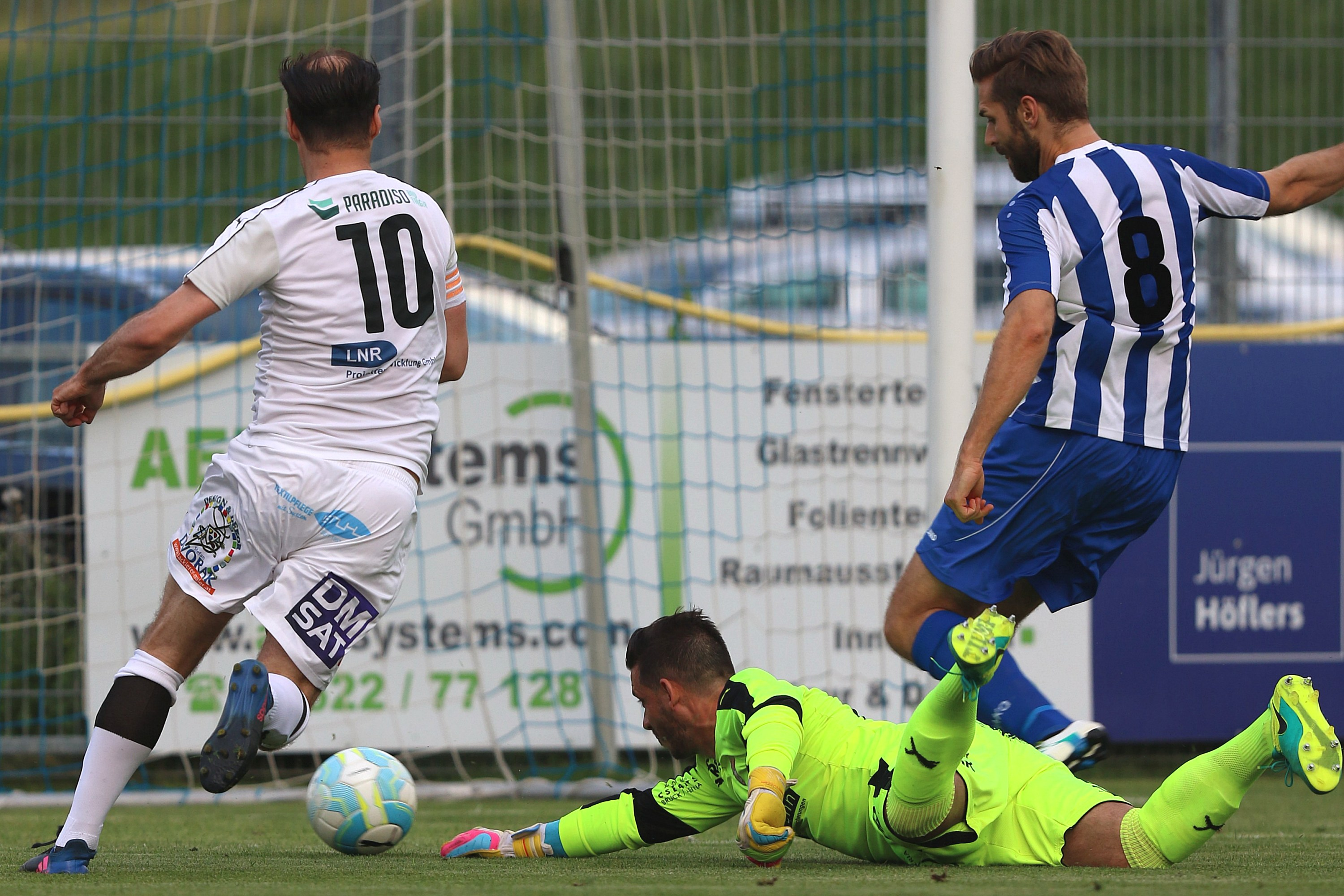
Brucks Torwart Bartolomej Kuru klärt vor dem anstürmenden Dominik Strondl. Links Kapitän Vedran Jerkovic.

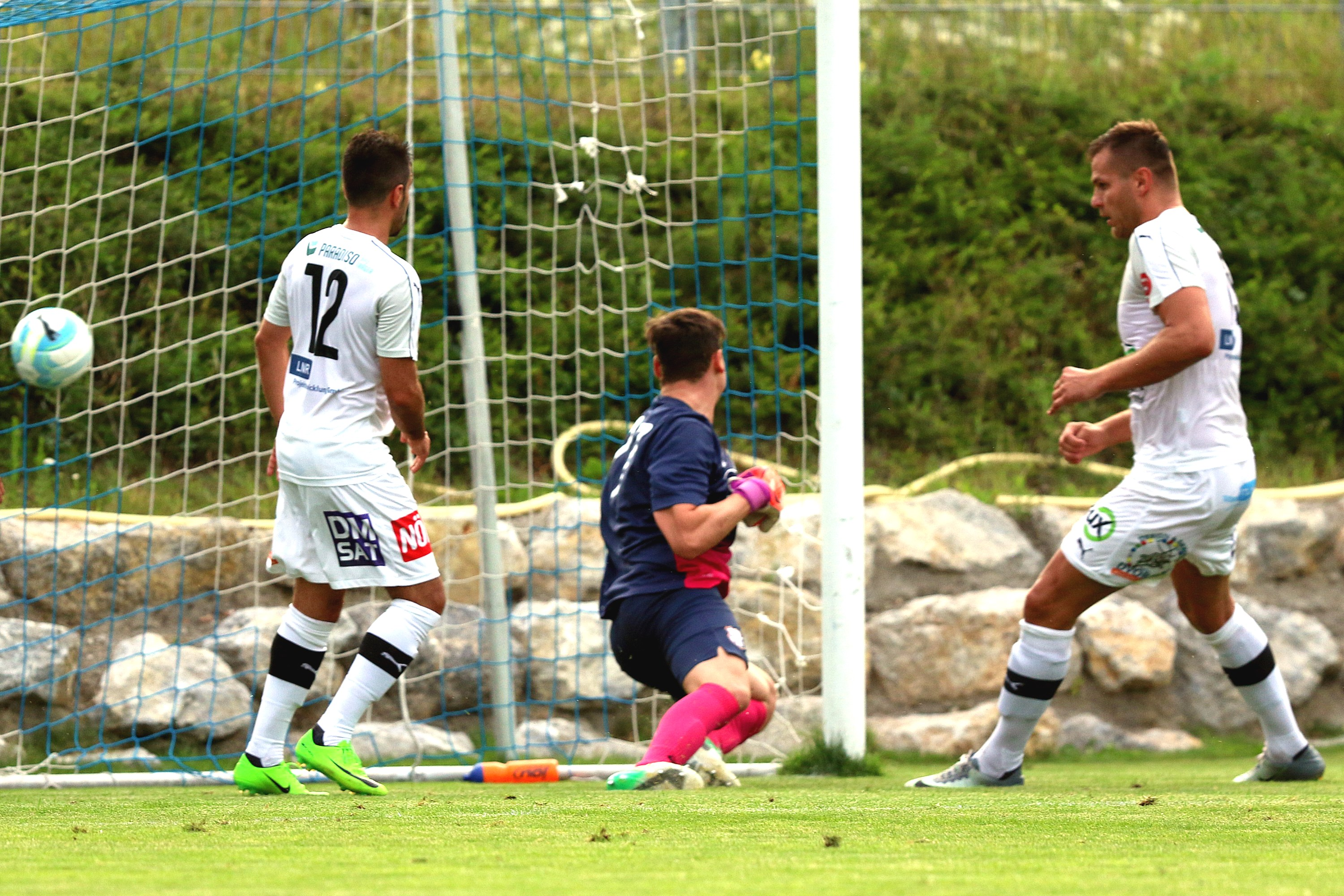
Sauerbrunns Torwart Thomas Drabek ist geschlagen. Edin Salkić hat zum 0:1 für Bruck getroffen. Links Mirnel Sadović.

| Datum/Zuschauer              | Liga | Liga | Liga | Heimmannschaft | | Gastmannschaft | Ergebnis |
| ---------------------------- | --- | --- | --- | --- | --- | --- | --- |
| 14.07.2017, 17:30 Uhr        | RL | – | BL | ASK Ebreichsdorf | – | FK Austria Wien | 0:0 / 0:0 n. V. / 3:4 i. E. |
| SR: Muckenhammer / 2300      | Torschützen: | Torschützen: | Torschützen: | keine Raphael Holzhauser (FK Austria Wien, 43.) | keine Raphael Holzhauser (FK Austria Wien, 43.) | keine Raphael Holzhauser (FK Austria Wien, 43.) | keine Raphael Holzhauser (FK Austria Wien, 43.) |
| 14.07.2017, 17:30 Uhr        | L4 | – | RL | ASKÖ Oedt (LC) | – | ATSV Stadl-Paura | 3:1 (1:0) |
| SR: Fröhlacher / 450         | Torschützen: | Torschützen: | Torschützen: | 1:0 (30.) Manuel Schmidl, 2:0 (52.) Dejan Misic (52.), 2:1 (60.) Adán Ravelo Expósito, 3:1 (88.) Robert Pervan Florin Anitoiu (ASKÖ Oedt, 52.) | 1:0 (30.) Manuel Schmidl, 2:0 (52.) Dejan Misic (52.), 2:1 (60.) Adán Ravelo Expósito, 3:1 (88.) Robert Pervan Florin Anitoiu (ASKÖ Oedt, 52.) | 1:0 (30.) Manuel Schmidl, 2:0 (52.) Dejan Misic (52.), 2:1 (60.) Adán Ravelo Expósito, 3:1 (88.) Robert Pervan Florin Anitoiu (ASKÖ Oedt, 52.) | 1:0 (30.) Manuel Schmidl, 2:0 (52.) Dejan Misic (52.), 2:1 (60.) Adán Ravelo Expósito, 3:1 (88.) Robert Pervan Florin Anitoiu (ASKÖ Oedt, 52.) |
| 14.07.2017, 18:55 Uhr        | RL | – | EL | SK Vorwärts Steyr | – | FC Wacker Innsbruck | 1:1 (1:0) / 1:4 n. V. |
| SR: Ciochirca / 3300         | Torschützen: | Torschützen: | Torschützen: | 1:0 (25.) Thomas Himmelfreundpointner, 1:1 (69.) Okan Yilmaz, 1:2 (97.) Florian Rieder, 1:3 (110.) Roman Kerschbaum, 1:4 (116.) Florian Jamnig | 1:0 (25.) Thomas Himmelfreundpointner, 1:1 (69.) Okan Yilmaz, 1:2 (97.) Florian Rieder, 1:3 (110.) Roman Kerschbaum, 1:4 (116.) Florian Jamnig | 1:0 (25.) Thomas Himmelfreundpointner, 1:1 (69.) Okan Yilmaz, 1:2 (97.) Florian Rieder, 1:3 (110.) Roman Kerschbaum, 1:4 (116.) Florian Jamnig | 1:0 (25.) Thomas Himmelfreundpointner, 1:1 (69.) Okan Yilmaz, 1:2 (97.) Florian Rieder, 1:3 (110.) Roman Kerschbaum, 1:4 (116.) Florian Jamnig |
| 14.07.2017, 19:00 Uhr        | RL | – | RL | SV Seekirchen 1945 | – | SV Grödig (LC) | 1:1 (0:0) / 1:2 n. V. |
| SR: Tiefgraber / 450         | Torschützen: | Torschützen: | Torschützen: | 0:1 (76.) Mersudin Jukić, 1:1 (88.) Nikolaus Obermüller, 1:2 (120.) Mersudin Jukić | 0:1 (76.) Mersudin Jukić, 1:1 (88.) Nikolaus Obermüller, 1:2 (120.) Mersudin Jukić | 0:1 (76.) Mersudin Jukić, 1:1 (88.) Nikolaus Obermüller, 1:2 (120.) Mersudin Jukić | 0:1 (76.) Mersudin Jukić, 1:1 (88.) Nikolaus Obermüller, 1:2 (120.) Mersudin Jukić |
| 14.07.2017, 19:00 Uhr        | RL | – | RL | SC Kalsdorf | – | SC Neusiedl am See (LC) | 0:2 (0:1) |
| SR: Sadikovski / 200         | Torschützen: | Torschützen: | Torschützen: | 0:1 (12., Strafstoß) Sascha Steinacher, 0:2 (49.) Julian Salamon | 0:1 (12., Strafstoß) Sascha Steinacher, 0:2 (49.) Julian Salamon | 0:1 (12., Strafstoß) Sascha Steinacher, 0:2 (49.) Julian Salamon | 0:1 (12., Strafstoß) Sascha Steinacher, 0:2 (49.) Julian Salamon |
| 14.07.2017, 19:00 Uhr        | RL | – | RL | SC Weiz | – | SV Lafnitz | 2:1 (0:1) |
| SR: Eigler / 230             | Torschützen: | Torschützen: | Torschützen: | 0:1 (27.) Martin Rodler, 1:1 (72.) Lukas Gabbichler, 2:1 (81.) Danijel Prskalo | 0:1 (27.) Martin Rodler, 1:1 (72.) Lukas Gabbichler, 2:1 (81.) Danijel Prskalo | 0:1 (27.) Martin Rodler, 1:1 (72.) Lukas Gabbichler, 2:1 (81.) Danijel Prskalo | 0:1 (27.) Martin Rodler, 1:1 (72.) Lukas Gabbichler, 2:1 (81.) Danijel Prskalo |
| 14.07.2017, 19:00 Uhr        | RL | – | EL | TSV St. Johann | – | Kapfenberger SV | 0:1 (0:0) |
| SR: Ouschan / 500            | Torschützen: | Torschützen: | Torschützen: | 0:1 (50.) Josip Fuček | 0:1 (50.) Josip Fuček | 0:1 (50.) Josip Fuček | 0:1 (50.) Josip Fuček |
| 14.07.2017, 19:00 Uhr        | RL | – | L5 | SC-ESV Parndorf 1919 | – | First Vienna FC | 1:1 (1:1) / 2:1 n. V. |
| SR: Gmeiner / 600            | Torschützen: | Torschützen: | Torschützen: | 0:1 (13.) Markus Katzer, 1:1 (14.) Emir Dilić, 2:1 (114.) Kristian Ljubić | 0:1 (13.) Markus Katzer, 1:1 (14.) Emir Dilić, 2:1 (114.) Kristian Ljubić | 0:1 (13.) Markus Katzer, 1:1 (14.) Emir Dilić, 2:1 (114.) Kristian Ljubić | 0:1 (13.) Markus Katzer, 1:1 (14.) Emir Dilić, 2:1 (114.) Kristian Ljubić |
| 14.07.2017, 19:00 Uhr        | RL | – | RL | Union Vöcklamarkt | – | SV Wörgl (LC) | 7:0 (3:0) |
| SR: Struz / 519              | Torschützen: | Torschützen: | Torschützen: | 1:0 (6.) Thomas Höltschl, 2:0 (37.) Alexander Fröschl, 3:0 (45.) Lukas Leitner, 4:0 (54.) Lukas Leitner, 5:0 (63., Strafstoß) Lukas Rensch, 6:0 (77.) Oliver Holzinger, 7:0 (82.) Mattia Olivotto | 1:0 (6.) Thomas Höltschl, 2:0 (37.) Alexander Fröschl, 3:0 (45.) Lukas Leitner, 4:0 (54.) Lukas Leitner, 5:0 (63., Strafstoß) Lukas Rensch, 6:0 (77.) Oliver Holzinger, 7:0 (82.) Mattia Olivotto | 1:0 (6.) Thomas Höltschl, 2:0 (37.) Alexander Fröschl, 3:0 (45.) Lukas Leitner, 4:0 (54.) Lukas Leitner, 5:0 (63., Strafstoß) Lukas Rensch, 6:0 (77.) Oliver Holzinger, 7:0 (82.) Mattia Olivotto | 1:0 (6.) Thomas Höltschl, 2:0 (37.) Alexander Fröschl, 3:0 (45.) Lukas Leitner, 4:0 (54.) Lukas Leitner, 5:0 (63., Strafstoß) Lukas Rensch, 6:0 (77.) Oliver Holzinger, 7:0 (82.) Mattia Olivotto |
| 14.07.2017, 19:30 Uhr        | RL | – | EL | SKU Amstetten | – | SC Wiener Neustadt | 1:0 (0:0) |
| SR: Kijas / 1150             | Torschützen: | Torschützen: | Torschützen: | 1:0 (78.) Milan Vuković | 1:0 (78.) Milan Vuković | 1:0 (78.) Milan Vuković | 1:0 (78.) Milan Vuković |
| 14.07.2017, 19:30 Uhr        | RL | – | EL | SV Horn | – | Floridsdorfer AC | 3:1 (1:1) |
| SR: Ebner / 650              | Torschützen: | Torschützen: | Torschützen: | 1:0 (2.) Sally Preininger, 1:1 (24.) Albin Gashi, 2:1 (49.) Kenta Kawanaka, 3:1 (81.) Dominik Kirschner | 1:0 (2.) Sally Preininger, 1:1 (24.) Albin Gashi, 2:1 (49.) Kenta Kawanaka, 3:1 (81.) Dominik Kirschner | 1:0 (2.) Sally Preininger, 1:1 (24.) Albin Gashi, 2:1 (49.) Kenta Kawanaka, 3:1 (81.) Dominik Kirschner | 1:0 (2.) Sally Preininger, 1:1 (24.) Albin Gashi, 2:1 (49.) Kenta Kawanaka, 3:1 (81.) Dominik Kirschner |
| 14.07.2017, 19:30 Uhr        | L4 | – | RL | SC Bad Sauerbrunn | – | ASK-BSC Bruck/Leitha | 0:4 (0:1) |
| SR: Lukic / 366              | Torschützen: | Torschützen: | Torschützen: | 0:1 (28.) Edin Salkić, 0:2 (53.) Edin Salkić, 0:3 (78., Strafstoß) Dominik Burusic, 0:4 (80.) Mirnel Sadović | 0:1 (28.) Edin Salkić, 0:2 (53.) Edin Salkić, 0:3 (78., Strafstoß) Dominik Burusic, 0:4 (80.) Mirnel Sadović | 0:1 (28.) Edin Salkić, 0:2 (53.) Edin Salkić, 0:3 (78., Strafstoß) Dominik Burusic, 0:4 (80.) Mirnel Sadović | 0:1 (28.) Edin Salkić, 0:2 (53.) Edin Salkić, 0:3 (78., Strafstoß) Dominik Burusic, 0:4 (80.) Mirnel Sadović |
| 15.07.2017, 17:30 Uhr        | RL | – | L4 | FC Stadlau | – | SV Wimpassing | 1:2 (0:1) |
| SR: Katona / 281             | Torschützen: | Torschützen: | Torschützen: | 0:1 (37.) Amel Sistek, 1:1 (58.) Cem Atan, 1:2 (68.) Milan Bortel | 0:1 (37.) Amel Sistek, 1:1 (58.) Cem Atan, 1:2 (68.) Milan Bortel | 0:1 (37.) Amel Sistek, 1:1 (58.) Cem Atan, 1:2 (68.) Milan Bortel | 0:1 (37.) Amel Sistek, 1:1 (58.) Cem Atan, 1:2 (68.) Milan Bortel |
| 15.07.2017, 17:00 Uhr        | RL | – | BL | FC Kitzbühel | – | LASK Linz | 0:1 (0:0) |
| SR: Schörgenhofer / 717      | Torschützen: | Torschützen: | Torschützen: | 0:1 (86.) Peter Michorl | 0:1 (86.) Peter Michorl | 0:1 (86.) Peter Michorl | 0:1 (86.) Peter Michorl |
| 15.07.2017, 17:00 Uhr        | L4 | – | BL | FC Lendorf | – | FC Admira Wacker Mödling | 1:3 (1:1) |
| SR: Weinberger / 565         | Torschützen: | Torschützen: | Torschützen: | 0:1 (25.) Srđan Spiridonović, 1:1 (43.) Martin Morgenstern, 1:2 () Srđan Spiridonović, 1:3 (90.+3, Strafstoß) Lukas Grozurek | 0:1 (25.) Srđan Spiridonović, 1:1 (43.) Martin Morgenstern, 1:2 () Srđan Spiridonović, 1:3 (90.+3, Strafstoß) Lukas Grozurek | 0:1 (25.) Srđan Spiridonović, 1:1 (43.) Martin Morgenstern, 1:2 () Srđan Spiridonović, 1:3 (90.+3, Strafstoß) Lukas Grozurek | 0:1 (25.) Srđan Spiridonović, 1:1 (43.) Martin Morgenstern, 1:2 () Srđan Spiridonović, 1:3 (90.+3, Strafstoß) Lukas Grozurek |
| 15.07.2017, 17:00 Uhr        | RL | – | BL | FC Pinzgau Saalfelden | – | SV Mattersburg | 1:6 (0:4) |
| SR: Heiß / 800               | Torschützen: | Torschützen: | Torschützen: | 0:1 (4.) Stefan Maierhofer, 0:2 19.) Jano, 0:3 (27., Strafstoß) Stefan Maierhofer, 0:4 (34.) Julius Ertlthaler, 0:5 (62.) Smail Prevljak, 1:5 (75.) Ziga Anzelj, 1:6 (78.) Florian Sittsam | 0:1 (4.) Stefan Maierhofer, 0:2 19.) Jano, 0:3 (27., Strafstoß) Stefan Maierhofer, 0:4 (34.) Julius Ertlthaler, 0:5 (62.) Smail Prevljak, 1:5 (75.) Ziga Anzelj, 1:6 (78.) Florian Sittsam | 0:1 (4.) Stefan Maierhofer, 0:2 19.) Jano, 0:3 (27., Strafstoß) Stefan Maierhofer, 0:4 (34.) Julius Ertlthaler, 0:5 (62.) Smail Prevljak, 1:5 (75.) Ziga Anzelj, 1:6 (78.) Florian Sittsam | 0:1 (4.) Stefan Maierhofer, 0:2 19.) Jano, 0:3 (27., Strafstoß) Stefan Maierhofer, 0:4 (34.) Julius Ertlthaler, 0:5 (62.) Smail Prevljak, 1:5 (75.) Ziga Anzelj, 1:6 (78.) Florian Sittsam |
| 15.07.2017, 17:00 Uhr        | RL | – | EL | Wiener Sport-Club | – | SV Ried | 0:4 (0:0) |
| SR: Harkam / 1511            | Torschützen: | Torschützen: | Torschützen: | 0:1 (53., Eigentor) Bernhard Fila, 0:2 (58.) Thomas Mayer, 0:3 (66.) Kennedy Boateng, 0:4 (90.) Stefano Surdanović | 0:1 (53., Eigentor) Bernhard Fila, 0:2 (58.) Thomas Mayer, 0:3 (66.) Kennedy Boateng, 0:4 (90.) Stefano Surdanović | 0:1 (53., Eigentor) Bernhard Fila, 0:2 (58.) Thomas Mayer, 0:3 (66.) Kennedy Boateng, 0:4 (90.) Stefano Surdanović | 0:1 (53., Eigentor) Bernhard Fila, 0:2 (58.) Thomas Mayer, 0:3 (66.) Kennedy Boateng, 0:4 (90.) Stefano Surdanović |
| 15.07.2017, 17:00 Uhr        | RL | – | | Deutschlandsberger SC (LC) | – | FC Red Bull Salzburg (M, C) | 0:7 (0:3) |
| SR: M. Schüttengruber / 2000 | Torschützen: | Torschützen: | Torschützen: | 0:1 (34.) Stefan Stangl, 0:2 (37., Strafstoß) Hee-Chan Hwang, 0:3 (45.) Takumi Minamino, 0:4 (53.) Valon Berisha, 0:5 (57.) Fredrik Gulbrandsen, 0:6 (61.) Fredrik Gulbrandsen, 0:7 (88.) Valon Berisha Thomas Wotolen (Deutschlandsberger SC, 40.)                                                                                           | 0:1 (34.) Stefan Stangl, 0:2 (37., Strafstoß) Hee-Chan Hwang, 0:3 (45.) Takumi Minamino, 0:4 (53.) Valon Berisha, 0:5 (57.) Fredrik Gulbrandsen, 0:6 (61.) Fredrik Gulbrandsen, 0:7 (88.) Valon Berisha Thomas Wotolen (Deutschlandsberger SC, 40.)                                                                                           | 0:1 (34.) Stefan Stangl, 0:2 (37., Strafstoß) Hee-Chan Hwang, 0:3 (45.) Takumi Minamino, 0:4 (53.) Valon Berisha, 0:5 (57.) Fredrik Gulbrandsen, 0:6 (61.) Fredrik Gulbrandsen, 0:7 (88.) Valon Berisha Thomas Wotolen (Deutschlandsberger SC, 40.)                                                                                           | 0:1 (34.) Stefan Stangl, 0:2 (37., Strafstoß) Hee-Chan Hwang, 0:3 (45.) Takumi Minamino, 0:4 (53.) Valon Berisha, 0:5 (57.) Fredrik Gulbrandsen, 0:6 (61.) Fredrik Gulbrandsen, 0:7 (88.) Valon Berisha Thomas Wotolen (Deutschlandsberger SC, 40.)                                                                                           |
| 15.07.2017, 17:00 Uhr        | L4 | – | EL | SV Stripfing (LC) | – | SC Austria Lustenau | 0:1 (0:0) |
| SR: Grobelnik / 400          | Torschützen: | Torschützen: | Torschützen: | 0:1 (48.) Christopher Drazan | 0:1 (48.) Christopher Drazan | 0:1 (48.) Christopher Drazan | 0:1 (48.) Christopher Drazan |
| 15.07.2017, 17:30 Uhr        | L4 | – | RL | ATUS Ferlach | – | FC Gleisdorf 09 | 1:3 (0:3) |
| SR: Erlinger / 280           | Torschützen: | Torschützen: | Torschützen: | 0:1 (15.) Jakob Färber, 0:2 (30.) Robert Kothleitner, 0:3 (39.) Jakob Färber, 1:3 (60.) Jakob Orgonyi | 0:1 (15.) Jakob Färber, 0:2 (30.) Robert Kothleitner, 0:3 (39.) Jakob Färber, 1:3 (60.) Jakob Orgonyi | 0:1 (15.) Jakob Färber, 0:2 (30.) Robert Kothleitner, 0:3 (39.) Jakob Färber, 1:3 (60.) Jakob Orgonyi | 0:1 (15.) Jakob Färber, 0:2 (30.) Robert Kothleitner, 0:3 (39.) Jakob Färber, 1:3 (60.) Jakob Orgonyi |
| 15.07.2017, 17:30 Uhr        | RL | – | RL | USK Anif | – | FC Kufstein | 5:1 (1:0) |
| SR: Schedler / 100           | Torschützen: | Torschützen: | Torschützen: | 1:0 (35., Strafstoß) Marco Hödl, 2:0 (48.) Marco Hödl, 2:1 (69.) Marco Hesina, 3:1 (75.) Markus Wallner, 4:1 (87.) Marco Hödl, 5:1 (88.) Josef Weberbauer | 1:0 (35., Strafstoß) Marco Hödl, 2:0 (48.) Marco Hödl, 2:1 (69.) Marco Hesina, 3:1 (75.) Markus Wallner, 4:1 (87.) Marco Hödl, 5:1 (88.) Josef Weberbauer | 1:0 (35., Strafstoß) Marco Hödl, 2:0 (48.) Marco Hödl, 2:1 (69.) Marco Hesina, 3:1 (75.) Markus Wallner, 4:1 (87.) Marco Hödl, 5:1 (88.) Josef Weberbauer | 1:0 (35., Strafstoß) Marco Hödl, 2:0 (48.) Marco Hödl, 2:1 (69.) Marco Hesina, 3:1 (75.) Markus Wallner, 4:1 (87.) Marco Hödl, 5:1 (88.) Josef Weberbauer |
| 15.07.2017, 18:00 Uhr        | RL | – | RL | VfB Hohenems (LC) | – | Union Gurten | 3:4 (1:0) |
| SR: Pfister / 500            | Torschützen: | Torschützen: | Torschützen: | 1:0 (18.) Jan Stefanon, 1:1 (50.) Marko Kolakovic, 1:2 (72.) Sebastian Zirnitzer, 1:3 (76.) Manuel Gerner, 2:3 (79.) Johannes Klammer, 3:3 (86.) Ebrima Ndure, 3:4 (86.) Manuel Gerner Luka Dursun (VfB Hohenems, 90.+3) | 1:0 (18.) Jan Stefanon, 1:1 (50.) Marko Kolakovic, 1:2 (72.) Sebastian Zirnitzer, 1:3 (76.) Manuel Gerner, 2:3 (79.) Johannes Klammer, 3:3 (86.) Ebrima Ndure, 3:4 (86.) Manuel Gerner Luka Dursun (VfB Hohenems, 90.+3) | 1:0 (18.) Jan Stefanon, 1:1 (50.) Marko Kolakovic, 1:2 (72.) Sebastian Zirnitzer, 1:3 (76.) Manuel Gerner, 2:3 (79.) Johannes Klammer, 3:3 (86.) Ebrima Ndure, 3:4 (86.) Manuel Gerner Luka Dursun (VfB Hohenems, 90.+3) | 1:0 (18.) Jan Stefanon, 1:1 (50.) Marko Kolakovic, 1:2 (72.) Sebastian Zirnitzer, 1:3 (76.) Manuel Gerner, 2:3 (79.) Johannes Klammer, 3:3 (86.) Ebrima Ndure, 3:4 (86.) Manuel Gerner Luka Dursun (VfB Hohenems, 90.+3) |
| 15.07.2017, 19:00 Uhr        | RL | – | BL | FC Marchfeld Mannsdorf | – | Wolfsberger AC | 1:2 (1:1) |
| SR: Lechner / 400            | Torschützen: | Torschützen: | Torschützen: | 1:0 (34.) Nenad Panić, 1:1 (36.) Issiaka Ouédraogo, 1:2 (58.) Gerald Nutz | 1:0 (34.) Nenad Panić, 1:1 (36.) Issiaka Ouédraogo, 1:2 (58.) Gerald Nutz | 1:0 (34.) Nenad Panić, 1:1 (36.) Issiaka Ouédraogo, 1:2 (58.) Gerald Nutz | 1:0 (34.) Nenad Panić, 1:1 (36.) Issiaka Ouédraogo, 1:2 (58.) Gerald Nutz |
| 15.07.2017, 19:00 Uhr        | RL | – | EL | TuS Bad Gleichenberg | – | WSG Wattens | 5:1 (1:1) |
| SR: Spurny / 409             | Torschützen: | Torschützen: | Torschützen: | 0:1 (18.) Milan Jurdík, 1:1 (35.) Philipp Wendler, 2:1 (66.) Leonhard Kaufmann, 3:1 (75.) Michael Krenn, 4:1 (78.) Philipp Wendler, 5:1 (79.) Philipp Wendler | 0:1 (18.) Milan Jurdík, 1:1 (35.) Philipp Wendler, 2:1 (66.) Leonhard Kaufmann, 3:1 (75.) Michael Krenn, 4:1 (78.) Philipp Wendler, 5:1 (79.) Philipp Wendler | 0:1 (18.) Milan Jurdík, 1:1 (35.) Philipp Wendler, 2:1 (66.) Leonhard Kaufmann, 3:1 (75.) Michael Krenn, 4:1 (78.) Philipp Wendler, 5:1 (79.) Philipp Wendler | 0:1 (18.) Milan Jurdík, 1:1 (35.) Philipp Wendler, 2:1 (66.) Leonhard Kaufmann, 3:1 (75.) Michael Krenn, 4:1 (78.) Philipp Wendler, 5:1 (79.) Philipp Wendler |
| 16.07.2017, 10:30 Uhr        | L4 | – | RL | FC Schwarzach | – | Union St. Florian | 0:3 (0:1) |
| SR: Isgören / 250            | Torschützen: | Torschützen: | Torschützen: | 0:1 (37.) Daniel Dramac, 0:2 (77.) Arno Pilz, 0:3 (80.) Gabriel Schneider | 0:1 (37.) Daniel Dramac, 0:2 (77.) Arno Pilz, 0:3 (80.) Gabriel Schneider | 0:1 (37.) Daniel Dramac, 0:2 (77.) Arno Pilz, 0:3 (80.) Gabriel Schneider | 0:1 (37.) Daniel Dramac, 0:2 (77.) Arno Pilz, 0:3 (80.) Gabriel Schneider |
| 16.07.2017, 11:00 Uhr        | RL | – | BL | FC Dornbirn 1913 | – | SCR Altach | 1:5 (1:3) |
| SR: Altmann / 3000           | Torschützen: | Torschützen: | Torschützen: | 0:1 (7.) Christian Gebauer, 0:2 (14.) Patrick Salomon, 1:2 (19.) Felix Gurschler, 1:3 (21., Strafstoß) Adrian Grbić, 1:4 (59.) Adrian Grbić, 1:5 (85.) Nicolas Moumi Ngamaleu | 0:1 (7.) Christian Gebauer, 0:2 (14.) Patrick Salomon, 1:2 (19.) Felix Gurschler, 1:3 (21., Strafstoß) Adrian Grbić, 1:4 (59.) Adrian Grbić, 1:5 (85.) Nicolas Moumi Ngamaleu | 0:1 (7.) Christian Gebauer, 0:2 (14.) Patrick Salomon, 1:2 (19.) Felix Gurschler, 1:3 (21., Strafstoß) Adrian Grbić, 1:4 (59.) Adrian Grbić, 1:5 (85.) Nicolas Moumi Ngamaleu | 0:1 (7.) Christian Gebauer, 0:2 (14.) Patrick Salomon, 1:2 (19.) Felix Gurschler, 1:3 (21., Strafstoß) Adrian Grbić, 1:4 (59.) Adrian Grbić, 1:5 (85.) Nicolas Moumi Ngamaleu |
| 16.07.2017, 15:30 Uhr        | RL | – | BL | FC Hard | – | SK Sturm Graz | 0:3 (0:0) |
| SR: Gishamer / 1800          | Torschützen: | Torschützen: | Torschützen: | 0:1 (74.) Fabian Schubert, 0:2 (90+1.) Deni Alar, 0:3 (90+4.) Fabian Schubert Semih Yasar (FC Hard, 32.) | 0:1 (74.) Fabian Schubert, 0:2 (90+1.) Deni Alar, 0:3 (90+4.) Fabian Schubert Semih Yasar (FC Hard, 32.) | 0:1 (74.) Fabian Schubert, 0:2 (90+1.) Deni Alar, 0:3 (90+4.) Fabian Schubert Semih Yasar (FC Hard, 32.) | 0:1 (74.) Fabian Schubert, 0:2 (90+1.) Deni Alar, 0:3 (90+4.) Fabian Schubert Semih Yasar (FC Hard, 32.) |
| 16.07.2017, 16:00 Uhr        | L4 | – | RL | ASK Elektra Wien (LC) | – | FCM Traiskirchen | 2:1 (1:1) |
| SR: Jandl / 150              | Torschützen: | Torschützen: | Torschützen: | 1:0 (10.) Arben Selmani, 1:1 (40.) Patrick Haas, 2:1 (69., Strafstoß) Rares Chiorean Lukas Kalser (ASK Elektra Wien, 88.), Arben Selmani (ASK Elektra Wien, 89.) | 1:0 (10.) Arben Selmani, 1:1 (40.) Patrick Haas, 2:1 (69., Strafstoß) Rares Chiorean Lukas Kalser (ASK Elektra Wien, 88.), Arben Selmani (ASK Elektra Wien, 89.) | 1:0 (10.) Arben Selmani, 1:1 (40.) Patrick Haas, 2:1 (69., Strafstoß) Rares Chiorean Lukas Kalser (ASK Elektra Wien, 88.), Arben Selmani (ASK Elektra Wien, 89.) | 1:0 (10.) Arben Selmani, 1:1 (40.) Patrick Haas, 2:1 (69., Strafstoß) Rares Chiorean Lukas Kalser (ASK Elektra Wien, 88.), Arben Selmani (ASK Elektra Wien, 89.) |
| 16.07.2017, 16:00 Uhr        | RL | – | BL | SC Schwaz | – | SK Rapid Wien | 0:2 (0:1) |
| SR: Jäger / 1600             | Torschützen: | Torschützen: | Torschützen: | 0:1 (8.) Stephan Auer, 0:2 (75.) Stefan Schwab | 0:1 (8.) Stephan Auer, 0:2 (75.) Stefan Schwab | 0:1 (8.) Stephan Auer, 0:2 (75.) Stefan Schwab | 0:1 (8.) Stephan Auer, 0:2 (75.) Stefan Schwab |
| 16.07.2017, 16:00 Uhr        | RL | – | EL | FC Karabakh Wien | – | FC Blau-Weiß Linz | 1:5 (1:4) |
| SR: Hameter / 700            | Torschützen: | Torschützen: | Torschützen: | 0:1 (7.) Jakob Kreuzer, 1:1 (14.) Ercan Kara, 1:2 (24.) Florian Templ, 1:3 (35.) Patrick Schagerl, 1:4 (43.) Patrick Schagerl, 1:5 (59.) Florian Templ | 0:1 (7.) Jakob Kreuzer, 1:1 (14.) Ercan Kara, 1:2 (24.) Florian Templ, 1:3 (35.) Patrick Schagerl, 1:4 (43.) Patrick Schagerl, 1:5 (59.) Florian Templ | 0:1 (7.) Jakob Kreuzer, 1:1 (14.) Ercan Kara, 1:2 (24.) Florian Templ, 1:3 (35.) Patrick Schagerl, 1:4 (43.) Patrick Schagerl, 1:5 (59.) Florian Templ | 0:1 (7.) Jakob Kreuzer, 1:1 (14.) Ercan Kara, 1:2 (24.) Florian Templ, 1:3 (35.) Patrick Schagerl, 1:4 (43.) Patrick Schagerl, 1:5 (59.) Florian Templ |
| 16.07.2017, 18:30 Uhr        | L4 | – | EL | SAK Klagenfurt | – | TSV Hartberg | 0:5 (0:2) |
| SR: Talic / 1000             | Torschützen: | Torschützen: | Torschützen: | 0:1 (1.) Roko Mišlov, 0:2 (37.) Christoph Kröpfl, 0:3 (50.) Manfred Fischer, 0:4 (63., Strafstoß) Dario Tadić, 0:5 (75.) Thomas Rotter Christian Dlopst (SAK Klagenfurt, 75.) | 0:1 (1.) Roko Mišlov, 0:2 (37.) Christoph Kröpfl, 0:3 (50.) Manfred Fischer, 0:4 (63., Strafstoß) Dario Tadić, 0:5 (75.) Thomas Rotter Christian Dlopst (SAK Klagenfurt, 75.) | 0:1 (1.) Roko Mišlov, 0:2 (37.) Christoph Kröpfl, 0:3 (50.) Manfred Fischer, 0:4 (63., Strafstoß) Dario Tadić, 0:5 (75.) Thomas Rotter Christian Dlopst (SAK Klagenfurt, 75.) | 0:1 (1.) Roko Mišlov, 0:2 (37.) Christoph Kröpfl, 0:3 (50.) Manfred Fischer, 0:4 (63., Strafstoß) Dario Tadić, 0:5 (75.) Thomas Rotter Christian Dlopst (SAK Klagenfurt, 75.) |
| 18.07.2017, 18:30 Uhr        | RL | – | BL | SK Austria Klagenfurt (LC) | – | SKN St. Pölten | 2:1 (2:0) |
| SR: Eisner / 700             | Torschützen: | Torschützen: | Torschützen: | 1:0 (12.) Florian Jaritz, 2:0 (38.) Florian Jaritz, 2:1 (90+2.) Roope Riski | 1:0 (12.) Florian Jaritz, 2:0 (38.) Florian Jaritz, 2:1 (90+2.) Roope Riski | 1:0 (12.) Florian Jaritz, 2:0 (38.) Florian Jaritz, 2:1 (90+2.) Roope Riski | 1:0 (12.) Florian Jaritz, 2:0 (38.) Florian Jaritz, 2:1 (90+2.) Roope Riski |
| Legende:                     | BL = Bundesliga (1. Leistungsstufe) – EL = Erste Liga (2. Leistungsstufe) RL = Regionalliga (3. Leistungsstufe) – LL = Landesliga (4. Leistungsstufe) – L5 = 2. Landesliga (5. Leistungsstufe) M = amtierender Meister – C = amtierender Cupsieger – LC = amtierender Landescupsieger n. V. = Nach Verlängerung – i. E. = im Elfmeterschießen | BL = Bundesliga (1. Leistungsstufe) – EL = Erste Liga (2. Leistungsstufe) RL = Regionalliga (3. Leistungsstufe) – LL = Landesliga (4. Leistungsstufe) – L5 = 2. Landesliga (5. Leistungsstufe) M = amtierender Meister – C = amtierender Cupsieger – LC = amtierender Landescupsieger n. V. = Nach Verlängerung – i. E. = im Elfmeterschießen | BL = Bundesliga (1. Leistungsstufe) – EL = Erste Liga (2. Leistungsstufe) RL = Regionalliga (3. Leistungsstufe) – LL = Landesliga (4. Leistungsstufe) – L5 = 2. Landesliga (5. Leistungsstufe) M = amtierender Meister – C = amtierender Cupsieger – LC = amtierender Landescupsieger n. V. = Nach Verlängerung – i. E. = im Elfmeterschießen | BL = Bundesliga (1. Leistungsstufe) – EL = Erste Liga (2. Leistungsstufe) RL = Regionalliga (3. Leistungsstufe) – LL = Landesliga (4. Leistungsstufe) – L5 = 2. Landesliga (5. Leistungsstufe) M = amtierender Meister – C = amtierender Cupsieger – LC = amtierender Landescupsieger n. V. = Nach Verlängerung – i. E. = im Elfmeterschießen | BL = Bundesliga (1. Leistungsstufe) – EL = Erste Liga (2. Leistungsstufe) RL = Regionalliga (3. Leistungsstufe) – LL = Landesliga (4. Leistungsstufe) – L5 = 2. Landesliga (5. Leistungsstufe) M = amtierender Meister – C = amtierender Cupsieger – LC = amtierender Landescupsieger n. V. = Nach Verlängerung – i. E. = im Elfmeterschießen | BL = Bundesliga (1. Leistungsstufe) – EL = Erste Liga (2. Leistungsstufe) RL = Regionalliga (3. Leistungsstufe) – LL = Landesliga (4. Leistungsstufe) – L5 = 2. Landesliga (5. Leistungsstufe) M = amtierender Meister – C = amtierender Cupsieger – LC = amtierender Landescupsieger n. V. = Nach Verlängerung – i. E. = im Elfmeterschießen | BL = Bundesliga (1. Leistungsstufe) – EL = Erste Liga (2. Leistungsstufe) RL = Regionalliga (3. Leistungsstufe) – LL = Landesliga (4. Leistungsstufe) – L5 = 2. Landesliga (5. Leistungsstufe) M = amtierender Meister – C = amtierender Cupsieger – LC = amtierender Landescupsieger n. V. = Nach Verlängerung – i. E. = im Elfmeterschießen |

## 2. Runde
Für die zweite Runde hatten sich folgende Mannschaften qualifiziert:
| Bundesliga (9) | Erste Liga (6) (2. Liga)                                                                                   | Landes-Cup-Sieger (5) |
| --- | --- | --- |
| - FC Admira Wacker Mödling - SCR Altach - SK Sturm Graz - LASK Linz - SV Mattersburg - FC Red Bull Salzburg (M, C) - FK Austria Wien - SK Rapid Wien - Wolfsberger AC | - TSV Hartberg - FC Wacker Innsbruck - Kapfenberger SV - FC Blau-Weiß Linz - SC Austria Lustenau - SV Ried | - SV Grödig (S) (RL) - SK Austria Klagenfurt (K) (RL) - SC Neusiedl am See (B) (RL) - ASKÖ Oedt (OÖ) (L4) - ASK Elektra Wien (W) (L4) |
| Regionalliga Ost (4) | Regionalliga Mitte (6)                                                                                     | Regionalliga West (1) |
| - SKU Amstetten - ASK-BSC Bruck/Leitha - SV Horn - SC-ESV Parndorf 1919                                                                                               | - TuS Bad Gleichenberg - FC Gleisdorf 09 - Union Gurten - Union St. Florian - Union Vöcklamarkt - SC Weiz  | - USK Anif |
| - SKU Amstetten - ASK-BSC Bruck/Leitha - SV Horn - SC-ESV Parndorf 1919                                                                                               | - TuS Bad Gleichenberg - FC Gleisdorf 09 - Union Gurten - Union St. Florian - Union Vöcklamarkt - SC Weiz  | Landesligen (1) |
| - SKU Amstetten - ASK-BSC Bruck/Leitha - SV Horn - SC-ESV Parndorf 1919                                                                                               | - TuS Bad Gleichenberg - FC Gleisdorf 09 - Union Gurten - Union St. Florian - Union Vöcklamarkt - SC Weiz  | - SV Wimpassing |

Die Auslosung zur 2. Runde fand am 8. August 2017, statt und wurde vom Teamchef der österreichischen Frauennationalmannschaft Dominik Thalhammer vorgenommen. ORF eins übertrug ab 20:15 Uhr. Den 17 Amateurvereinen wurde dabei gegenüber den 15 Profivereinen der Heimvorteil eingeräumt. Die Spiele der zweiten Runde wurden am Dienstag, den 19. und Mittwoch, den 20. September 2017 ausgetragen. Drei Spiele mussten wegen Unbespielbarkeit der Plätze auf 26. September 2017 verschoben werden.

### Spielplan der 2. Runde
| Datum/Zuschauer              | Liga | Liga | Liga | Heimmannschaft | | Gastmannschaft | Ergebnis |
| ---------------------------- | --- | --- | --- | --- | --- | --- | --- |
| 18.09.2017, 18:00 Uhr        | L4 | – | EL | SV Wimpassing | – | FC Blau-Weiß Linz | 2:2 (2:1) / 3:3 n. V. / 3:2 i. E. |
| SR: Gishamer / 319           | Torschützen: | Torschützen: | Torschützen: | 1:0 (6.) Amel Sistek, 2:0 (13.) Frank Egharevba, 2:1 (30.) Felix Huspek, 2:2 (80.) Patrick Schagerl, 2:3 (102.) Florian Templ, 3:3 (110.) Luka Radulović Samuel Oppong (FC Blau-Weiß Linz, 90. +1)                                                                                                   | 1:0 (6.) Amel Sistek, 2:0 (13.) Frank Egharevba, 2:1 (30.) Felix Huspek, 2:2 (80.) Patrick Schagerl, 2:3 (102.) Florian Templ, 3:3 (110.) Luka Radulović Samuel Oppong (FC Blau-Weiß Linz, 90. +1)                                                                                                   | 1:0 (6.) Amel Sistek, 2:0 (13.) Frank Egharevba, 2:1 (30.) Felix Huspek, 2:2 (80.) Patrick Schagerl, 2:3 (102.) Florian Templ, 3:3 (110.) Luka Radulović Samuel Oppong (FC Blau-Weiß Linz, 90. +1)                                                                                                   | 1:0 (6.) Amel Sistek, 2:0 (13.) Frank Egharevba, 2:1 (30.) Felix Huspek, 2:2 (80.) Patrick Schagerl, 2:3 (102.) Florian Templ, 3:3 (110.) Luka Radulović Samuel Oppong (FC Blau-Weiß Linz, 90. +1)                                                                                                   |
| 19.09.2017, 16:00 Uhr        | L4 | – | EL | ASKÖ Oedt (LC) | – | SC Austria Lustenau | 2:0 (0:0) |
| SR: Jäger / 400              | Torschützen: | Torschützen: | Torschützen: | 1:0 (60.) Mario Reiter, 2:0 (75.) Aleksandar Djordjevic | 1:0 (60.) Mario Reiter, 2:0 (75.) Aleksandar Djordjevic | 1:0 (60.) Mario Reiter, 2:0 (75.) Aleksandar Djordjevic | 1:0 (60.) Mario Reiter, 2:0 (75.) Aleksandar Djordjevic |
| 19.09.2017, 19:00 Uhr        | RL | – | RL | Union St. Florian | – | SC Weiz | 1:0 (0:0) |
| SR: Spurny / 120             | Torschützen: | Torschützen: | Torschützen: | 1:0 (84.) Rexhe Bytyçi | 1:0 (84.) Rexhe Bytyçi | 1:0 (84.) Rexhe Bytyçi | 1:0 (84.) Rexhe Bytyçi |
| 19.09.2017, 19:00 Uhr        | RL | – | BL | FC Gleisdorf 09 | – | Wolfsberger AC | 1:2 (0:1) |
| SR: Drachta / 700            | Torschützen: | Torschützen: | Torschützen: | 0:1 (17.) Mihret Topčagić, 1:1 (66.) Mario Pollhammer, 1:2 (75.) Dever Orgill | 0:1 (17.) Mihret Topčagić, 1:1 (66.) Mario Pollhammer, 1:2 (75.) Dever Orgill | 0:1 (17.) Mihret Topčagić, 1:1 (66.) Mario Pollhammer, 1:2 (75.) Dever Orgill | 0:1 (17.) Mihret Topčagić, 1:1 (66.) Mario Pollhammer, 1:2 (75.) Dever Orgill |
| 19.09.2017, 19:00 Uhr        | RL | – | BL | SV Grödig (LC) | – | LASK | 3:3 (2:2) / 4:4 n. V. / 3:5 i. E. |
| SR: Harkam / 800             | Torschützen: | Torschützen: | Torschützen: | 0:1 (6.) René Gartler, 1:1 (15.) Roman Wallner, 1:2 (36.) Philipp Wiesinger, 2:2 (41.) Luka Dzidziguri, 3:2 (69.) Eyüp Erdogan, 3:3 (72.) Marko Raguž, 4:3 (93.) Robert Strobl, 4:4 (99.) Peter Michorl                                                                                              | 0:1 (6.) René Gartler, 1:1 (15.) Roman Wallner, 1:2 (36.) Philipp Wiesinger, 2:2 (41.) Luka Dzidziguri, 3:2 (69.) Eyüp Erdogan, 3:3 (72.) Marko Raguž, 4:3 (93.) Robert Strobl, 4:4 (99.) Peter Michorl                                                                                              | 0:1 (6.) René Gartler, 1:1 (15.) Roman Wallner, 1:2 (36.) Philipp Wiesinger, 2:2 (41.) Luka Dzidziguri, 3:2 (69.) Eyüp Erdogan, 3:3 (72.) Marko Raguž, 4:3 (93.) Robert Strobl, 4:4 (99.) Peter Michorl                                                                                              | 0:1 (6.) René Gartler, 1:1 (15.) Roman Wallner, 1:2 (36.) Philipp Wiesinger, 2:2 (41.) Luka Dzidziguri, 3:2 (69.) Eyüp Erdogan, 3:3 (72.) Marko Raguž, 4:3 (93.) Robert Strobl, 4:4 (99.) Peter Michorl                                                                                              |
| 19.09.2017, 19:00 Uhr        | RL | – | EL | SC Neusiedl am See (LC) | – | SV Ried | 0:1 (0:0) |
| SR: Kijas / 350              | Torschützen: | Torschützen: | Torschützen: | 0:1 (52.) Kennedy Boateng | 0:1 (52.) Kennedy Boateng | 0:1 (52.) Kennedy Boateng | 0:1 (52.) Kennedy Boateng |
| 19.09.2017, 19:30 Uhr        | RL | – | EL | SV Horn | – | TSV Hartberg | 2:2 (1:0) / 3:3 n. V. / 3:4 i. E. |
| SR: Grobelnik / 800          | Torschützen: | Torschützen: | Torschützen: | 1:0 (34.) Miroslav Milošević, 1:1 (63.) Dario Tadić, 2:1 (64.) Matúš Paukner, 2:2 (77.) Dario Tadić, 2:3 (110., Strafstoß) Dario Tadić, 3:3 (112.) Matúš Paukner | 1:0 (34.) Miroslav Milošević, 1:1 (63.) Dario Tadić, 2:1 (64.) Matúš Paukner, 2:2 (77.) Dario Tadić, 2:3 (110., Strafstoß) Dario Tadić, 3:3 (112.) Matúš Paukner | 1:0 (34.) Miroslav Milošević, 1:1 (63.) Dario Tadić, 2:1 (64.) Matúš Paukner, 2:2 (77.) Dario Tadić, 2:3 (110., Strafstoß) Dario Tadić, 3:3 (112.) Matúš Paukner | 1:0 (34.) Miroslav Milošević, 1:1 (63.) Dario Tadić, 2:1 (64.) Matúš Paukner, 2:2 (77.) Dario Tadić, 2:3 (110., Strafstoß) Dario Tadić, 3:3 (112.) Matúš Paukner |
| 19.09.2017                   | RL | – | EL | SKU Amstetten | – | FC Wacker Innsbruck | 0:1 (0:0) |
| SR: Schörgenhofer / 1750     | Torschützen: | Torschützen: | Torschützen: | 0:1 (77.) Florian Jamnig | 0:1 (77.) Florian Jamnig | 0:1 (77.) Florian Jamnig | 0:1 (77.) Florian Jamnig |
| 20.09.2017, 18:00 Uhr        | RL | – | BL | USK Anif | – | SK Sturm Graz | 1:2 (1:0) |
| SR: Altmann / 1123           | Torschützen: | Torschützen: | Torschützen: | 1:0 (19.) Marinko Sorda, 1:1 (79.) Philipp Zulechner, 1:2 (90. +4) Philipp Zulechner | 1:0 (19.) Marinko Sorda, 1:1 (79.) Philipp Zulechner, 1:2 (90. +4) Philipp Zulechner | 1:0 (19.) Marinko Sorda, 1:1 (79.) Philipp Zulechner, 1:2 (90. +4) Philipp Zulechner | 1:0 (19.) Marinko Sorda, 1:1 (79.) Philipp Zulechner, 1:2 (90. +4) Philipp Zulechner |
| 20.09.2017, 18:30 Uhr        | RL | – | BL | Union Vöcklamarkt | – | FK Austria Wien | 0:3 (0:1) |
| SR: Heiß / 2050              | Torschützen: | Torschützen: | Torschützen: | 0:1 (29.) Dominik Prokop, 0:2 (70.) Ruan, 0:3 (74., Strafstoß) Raphael Holzhauser | 0:1 (29.) Dominik Prokop, 0:2 (70.) Ruan, 0:3 (74., Strafstoß) Raphael Holzhauser | 0:1 (29.) Dominik Prokop, 0:2 (70.) Ruan, 0:3 (74., Strafstoß) Raphael Holzhauser | 0:1 (29.) Dominik Prokop, 0:2 (70.) Ruan, 0:3 (74., Strafstoß) Raphael Holzhauser |
| 20.09.2017, 19:00 Uhr        | RL | – | BL | Union Gurten | – | SCR Altach | 2:2 (1:1) / 3:4 n. V. |
| SR: Eisner / 900             | Torschützen: | Torschützen: | Torschützen: | 0:1 (16.) Adrian Grbić, 1:1 (33.) Sebastian Zirnitzer, 1:2 (62.) Emanuel Sakic, 2:2 (83., Eigentor) Emanuel Sakic, 2:3 (98.) Christian Gebauer, 2:4 (104.) Bernard Tekpetey, 3:4 (107.) Ivan Grabovac Bernard Tekpetey (SCR Altach, 105.)                                                            | 0:1 (16.) Adrian Grbić, 1:1 (33.) Sebastian Zirnitzer, 1:2 (62.) Emanuel Sakic, 2:2 (83., Eigentor) Emanuel Sakic, 2:3 (98.) Christian Gebauer, 2:4 (104.) Bernard Tekpetey, 3:4 (107.) Ivan Grabovac Bernard Tekpetey (SCR Altach, 105.)                                                            | 0:1 (16.) Adrian Grbić, 1:1 (33.) Sebastian Zirnitzer, 1:2 (62.) Emanuel Sakic, 2:2 (83., Eigentor) Emanuel Sakic, 2:3 (98.) Christian Gebauer, 2:4 (104.) Bernard Tekpetey, 3:4 (107.) Ivan Grabovac Bernard Tekpetey (SCR Altach, 105.)                                                            | 0:1 (16.) Adrian Grbić, 1:1 (33.) Sebastian Zirnitzer, 1:2 (62.) Emanuel Sakic, 2:2 (83., Eigentor) Emanuel Sakic, 2:3 (98.) Christian Gebauer, 2:4 (104.) Bernard Tekpetey, 3:4 (107.) Ivan Grabovac Bernard Tekpetey (SCR Altach, 105.)                                                            |
| 20.09.2017, 20:30            | L4 | – | BL | ASK Elektra Wien (LC) | – | SK Rapid Wien | 0:4 (0:1) |
| SR: Weinberger / 4050        | Torschützen: | Torschützen: | Torschützen: | 0:1 (19.) Giorgi Kwilitaia, 0:2 (51.) Louis Schaub, 0:3 (76., Strafstoß) Louis Schaub, 0:4 (84, Eigentor) Yannick Soura Giorgi Kwilitaia (SK Rapid Wien, 73.) | 0:1 (19.) Giorgi Kwilitaia, 0:2 (51.) Louis Schaub, 0:3 (76., Strafstoß) Louis Schaub, 0:4 (84, Eigentor) Yannick Soura Giorgi Kwilitaia (SK Rapid Wien, 73.) | 0:1 (19.) Giorgi Kwilitaia, 0:2 (51.) Louis Schaub, 0:3 (76., Strafstoß) Louis Schaub, 0:4 (84, Eigentor) Yannick Soura Giorgi Kwilitaia (SK Rapid Wien, 73.) | 0:1 (19.) Giorgi Kwilitaia, 0:2 (51.) Louis Schaub, 0:3 (76., Strafstoß) Louis Schaub, 0:4 (84, Eigentor) Yannick Soura Giorgi Kwilitaia (SK Rapid Wien, 73.) |
| 21.09.2017, 19:00 Uhr        | RL | – | BL | ASK-BSC Bruck/Leitha | – | FC Red Bull Salzburg (M, C) | 1:1 (1:1) / 1:3 n. V. |
| SR: Ciochirca / 1800         | Torschützen: | Torschützen: | Torschützen: | 0:1 (19., Strafstoß) Fredrik Gulbrandsen, 1:1 (25.) Dominik Burusic, 1:2 (107.) Hannes Wolf, 1:3 (111.) Patson Daka | 0:1 (19., Strafstoß) Fredrik Gulbrandsen, 1:1 (25.) Dominik Burusic, 1:2 (107.) Hannes Wolf, 1:3 (111.) Patson Daka | 0:1 (19., Strafstoß) Fredrik Gulbrandsen, 1:1 (25.) Dominik Burusic, 1:2 (107.) Hannes Wolf, 1:3 (111.) Patson Daka | 0:1 (19., Strafstoß) Fredrik Gulbrandsen, 1:1 (25.) Dominik Burusic, 1:2 (107.) Hannes Wolf, 1:3 (111.) Patson Daka |
| 26.09.2017, 19:00 Uhr A1     | RL | – | EL | SK Austria Klagenfurt (LC) | – | Kapfenberger SV | 3:0 (3:0) |
| SR: Muckenhammer / 124       | Torschützen: | Torschützen: | Torschützen: | 1:0 (18.) Sandro Zakany, 2:0 (39.) Florian Jaritz, 3:0 (43.) Josip Filipović | 1:0 (18.) Sandro Zakany, 2:0 (39.) Florian Jaritz, 3:0 (43.) Josip Filipović | 1:0 (18.) Sandro Zakany, 2:0 (39.) Florian Jaritz, 3:0 (43.) Josip Filipović | 1:0 (18.) Sandro Zakany, 2:0 (39.) Florian Jaritz, 3:0 (43.) Josip Filipović |
| 26.09.2017, 19:00 Uhr A2     | RL | – | BL | TuS Bad Gleichenberg | – | FC Admira Wacker Mödling | 3:1 (0:1) |
| SR: M. Schüttengruber / 1300 | Torschützen: | Torschützen: | Torschützen: | 0:1 (23.) Saša Kalajdžić, 1:1 (63.) Philipp Wendler, 2:1 (74.) Michael Krenn, 3:1 (77.) Christian Degen | 0:1 (23.) Saša Kalajdžić, 1:1 (63.) Philipp Wendler, 2:1 (74.) Michael Krenn, 3:1 (77.) Christian Degen | 0:1 (23.) Saša Kalajdžić, 1:1 (63.) Philipp Wendler, 2:1 (74.) Michael Krenn, 3:1 (77.) Christian Degen | 0:1 (23.) Saša Kalajdžić, 1:1 (63.) Philipp Wendler, 2:1 (74.) Michael Krenn, 3:1 (77.) Christian Degen |
| 20.09.2017, 19:00 Uhr A3     | RL | – | BL | SC-ESV Parndorf 1919 | – | SV Mattersburg | 1:2 (0:1) |
| SR: Kijas / 500              | Torschützen: | Torschützen: | Torschützen: | 0:1 (60.) Jano, 0:2 (75.) Nedeljko Malic, 1:2 (82., Strafstoß) Thomas Jusits | 0:1 (60.) Jano, 0:2 (75.) Nedeljko Malic, 1:2 (82., Strafstoß) Thomas Jusits | 0:1 (60.) Jano, 0:2 (75.) Nedeljko Malic, 1:2 (82., Strafstoß) Thomas Jusits | 0:1 (60.) Jano, 0:2 (75.) Nedeljko Malic, 1:2 (82., Strafstoß) Thomas Jusits |
| Legende:                     | BL = Bundesliga (1. Leistungsstufe) – EL = Erste Liga (2. Leistungsstufe) RL = Regionalliga (3. Leistungsstufe) – L4 = Landesliga (4. Leistungsstufe) M = amtierender Meister – C = amtierender Cupsieger – LC = amtierender Landescupsieger n. V. = Nach Verlängerung – i. E. = im Elfmeterschießen | BL = Bundesliga (1. Leistungsstufe) – EL = Erste Liga (2. Leistungsstufe) RL = Regionalliga (3. Leistungsstufe) – L4 = Landesliga (4. Leistungsstufe) M = amtierender Meister – C = amtierender Cupsieger – LC = amtierender Landescupsieger n. V. = Nach Verlängerung – i. E. = im Elfmeterschießen | BL = Bundesliga (1. Leistungsstufe) – EL = Erste Liga (2. Leistungsstufe) RL = Regionalliga (3. Leistungsstufe) – L4 = Landesliga (4. Leistungsstufe) M = amtierender Meister – C = amtierender Cupsieger – LC = amtierender Landescupsieger n. V. = Nach Verlängerung – i. E. = im Elfmeterschießen | BL = Bundesliga (1. Leistungsstufe) – EL = Erste Liga (2. Leistungsstufe) RL = Regionalliga (3. Leistungsstufe) – L4 = Landesliga (4. Leistungsstufe) M = amtierender Meister – C = amtierender Cupsieger – LC = amtierender Landescupsieger n. V. = Nach Verlängerung – i. E. = im Elfmeterschießen | BL = Bundesliga (1. Leistungsstufe) – EL = Erste Liga (2. Leistungsstufe) RL = Regionalliga (3. Leistungsstufe) – L4 = Landesliga (4. Leistungsstufe) M = amtierender Meister – C = amtierender Cupsieger – LC = amtierender Landescupsieger n. V. = Nach Verlängerung – i. E. = im Elfmeterschießen | BL = Bundesliga (1. Leistungsstufe) – EL = Erste Liga (2. Leistungsstufe) RL = Regionalliga (3. Leistungsstufe) – L4 = Landesliga (4. Leistungsstufe) M = amtierender Meister – C = amtierender Cupsieger – LC = amtierender Landescupsieger n. V. = Nach Verlängerung – i. E. = im Elfmeterschießen | BL = Bundesliga (1. Leistungsstufe) – EL = Erste Liga (2. Leistungsstufe) RL = Regionalliga (3. Leistungsstufe) – L4 = Landesliga (4. Leistungsstufe) M = amtierender Meister – C = amtierender Cupsieger – LC = amtierender Landescupsieger n. V. = Nach Verlängerung – i. E. = im Elfmeterschießen |

Anmerkungen:

## Achtelfinale
Für das Achtelfinale hatten sich folgende Mannschaften qualifiziert:
| Bundesliga (8) | Erste Liga (3) (2. Liga)                       | Landes-Cup-Sieger (2)                                |
| --- | ---------------------------------------------- | ---------------------------------------------------- |
| - SCR Altach - SK Sturm Graz - LASK Linz - SV Mattersburg - FC Red Bull Salzburg (M, C) - FK Austria Wien - SK Rapid Wien - Wolfsberger AC | - TSV Hartberg - FC Wacker Innsbruck - SV Ried | - SK Austria Klagenfurt (K, RL) - ASKÖ Oedt (OÖ, L4) |
| Regionalliga Ost (0) | Regionalliga Mitte (2)                         | Regionalliga West (0)                                |
| - keine Vereine | - TuS Bad Gleichenberg - Union St. Florian     | - keine Vereine                                      |
| - keine Vereine | - TuS Bad Gleichenberg - Union St. Florian     | Landesligen (1)                                      |
| - keine Vereine | - TuS Bad Gleichenberg - Union St. Florian     | - SV Wimpassing                                      |

Die Spiele des Achtelfinales werden am Dienstag, den 24. und Mittwoch, den 25. Oktober 2017 ausgetragen. Die Paarungen wurden am 1. Oktober 2017 durch den Teamtorwart Robert Almer und den ehemaligen Teamspieler Dietmar Kühbauer ausgelost.

### Spielplan des Achtelfinales

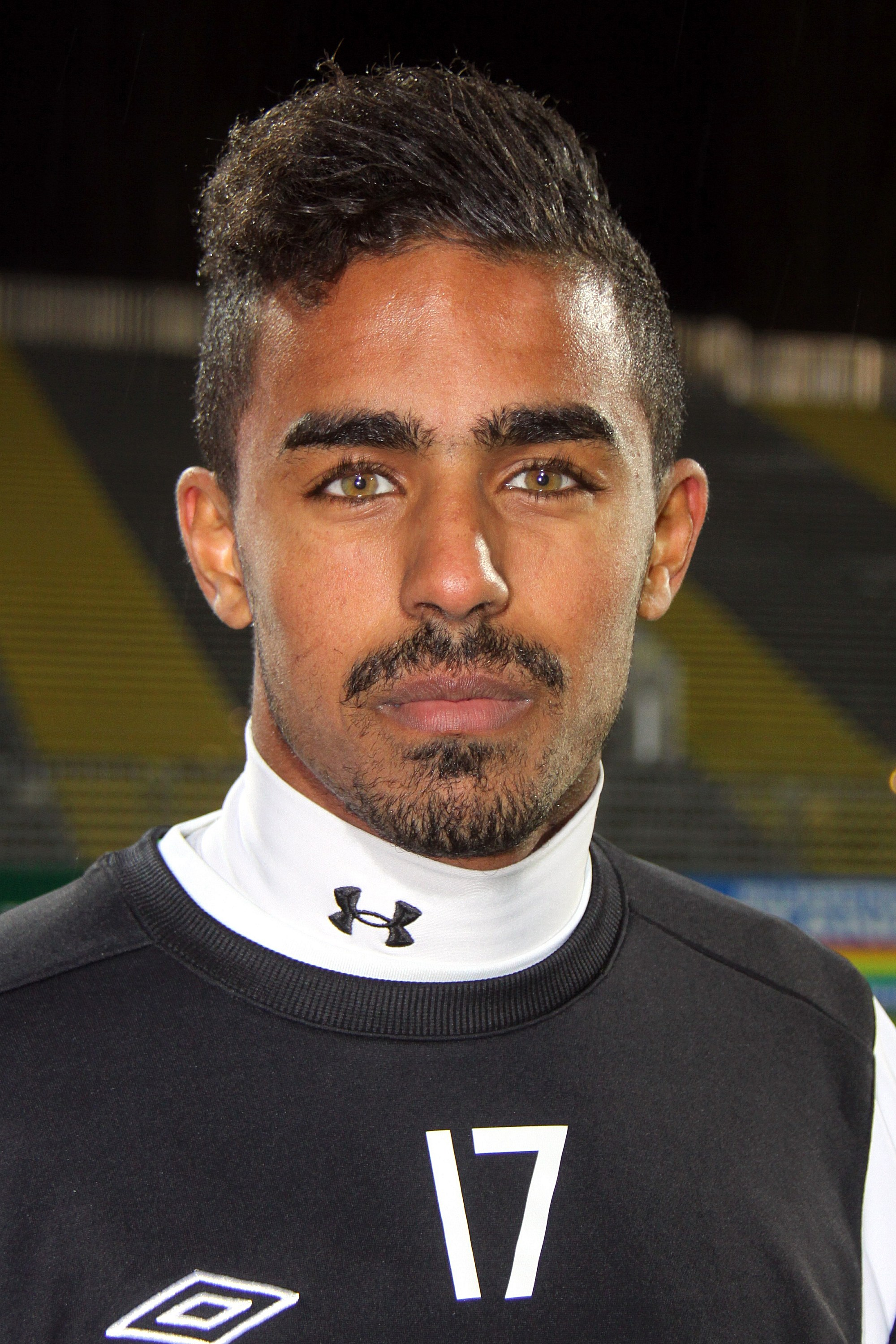
Drei Tore gegen LASK Linz: Seifedin Chabbi (SV Ried)

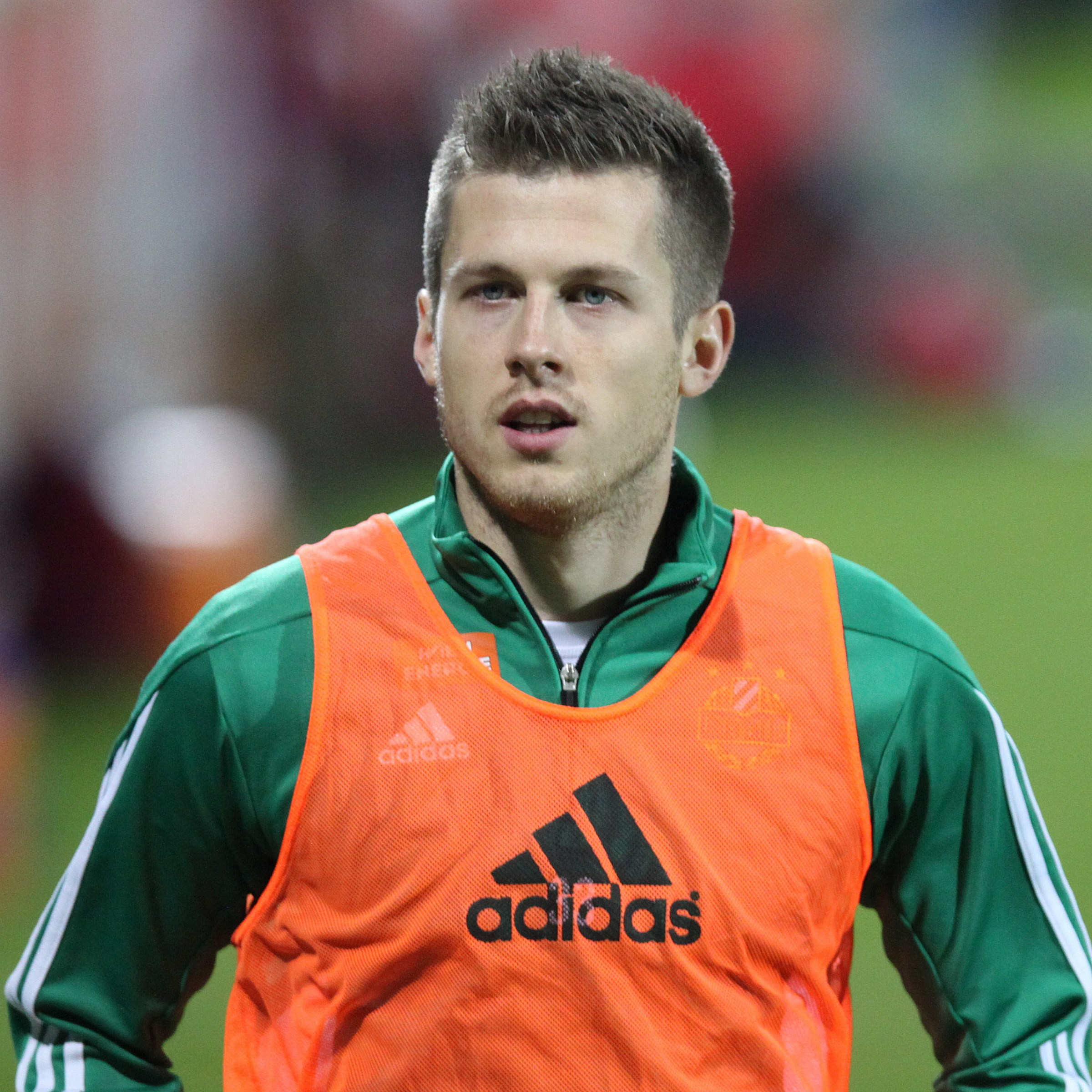
Deni Alar war zweimal für den SK Sturm Graz erfolgreich

| Datum/Zuschauer             | Liga | Liga | Liga | Heimmannschaft | | Gastmannschaft | Ergebnis |
| --------------------------- | --- | --- | --- | --- | --- | --- | --- |
| 24.10., 15:00 Uhr           | RL | – | BL | ASKÖ Oedt (LC) | – | SV Mattersburg | 0:3 (0:0) |
| SR: Ciochirca / 600         | Torschützen: | Torschützen: | Torschützen: | 0:1 (60.) Patrick Bürger, 0:2 (61.) Markus Pink, 0:3 (87.) Masaya Okugawa | 0:1 (60.) Patrick Bürger, 0:2 (61.) Markus Pink, 0:3 (87.) Masaya Okugawa | 0:1 (60.) Patrick Bürger, 0:2 (61.) Markus Pink, 0:3 (87.) Masaya Okugawa | 0:1 (60.) Patrick Bürger, 0:2 (61.) Markus Pink, 0:3 (87.) Masaya Okugawa |
| 24.10.2017, 19:00 Uhr       | RL | – | EL | Union St. Florian | – | TSV Hartberg | 0:4 (0:2) |
| SR: Altmann / 100           | Torschützen: | Torschützen: | Torschützen: | 0:1 (11.) Daniel Gremsl, 0:2 (44.) Manfred Fischer, 0:3 (54.) Dario Tadić, 0:4 (89.) Marcel Holzer | 0:1 (11.) Daniel Gremsl, 0:2 (44.) Manfred Fischer, 0:3 (54.) Dario Tadić, 0:4 (89.) Marcel Holzer | 0:1 (11.) Daniel Gremsl, 0:2 (44.) Manfred Fischer, 0:3 (54.) Dario Tadić, 0:4 (89.) Marcel Holzer | 0:1 (11.) Daniel Gremsl, 0:2 (44.) Manfred Fischer, 0:3 (54.) Dario Tadić, 0:4 (89.) Marcel Holzer |
| 24.10.2017, 19:12 Uhr       | EL | – | BL | SV Ried | – | LASK Linz | 4:1 (2:0) |
| SR: Jäger / 7300            | Torschützen: | Torschützen: | Torschützen: | 1:0 (11.) Seifedin Chabbi, 2:0 (14.) Kennedy Boateng, 3:0 (66.) Seifedin Chabbi, 3:1 (68.) Mergim Berisha, 4:1 (71.) Seifedin Chabbi Peter Haring (SV Ried, 55.); Philipp Wiesinger (LASK Linz, 64.)                                                             | 1:0 (11.) Seifedin Chabbi, 2:0 (14.) Kennedy Boateng, 3:0 (66.) Seifedin Chabbi, 3:1 (68.) Mergim Berisha, 4:1 (71.) Seifedin Chabbi Peter Haring (SV Ried, 55.); Philipp Wiesinger (LASK Linz, 64.)                                                             | 1:0 (11.) Seifedin Chabbi, 2:0 (14.) Kennedy Boateng, 3:0 (66.) Seifedin Chabbi, 3:1 (68.) Mergim Berisha, 4:1 (71.) Seifedin Chabbi Peter Haring (SV Ried, 55.); Philipp Wiesinger (LASK Linz, 64.)                                                             | 1:0 (11.) Seifedin Chabbi, 2:0 (14.) Kennedy Boateng, 3:0 (66.) Seifedin Chabbi, 3:1 (68.) Mergim Berisha, 4:1 (71.) Seifedin Chabbi Peter Haring (SV Ried, 55.); Philipp Wiesinger (LASK Linz, 64.)                                                             |
| 25.10., 18:00 Uhr           | BL | – | BL | SK Sturm Graz | – | SCR Altach | 4:1 (3:1) |
| SR: Grobelnik / 6774        | Torschützen: | Torschützen: | Torschützen: | 1:0 (7., Strafstoß) Peter Žulj, 2:0 (20.) Deni Alar, 2:1 (25.) Bernard Tekpetey, 3:1 (43.) Deni Alar, 4:1 (81.) Thorsten Röcher | 1:0 (7., Strafstoß) Peter Žulj, 2:0 (20.) Deni Alar, 2:1 (25.) Bernard Tekpetey, 3:1 (43.) Deni Alar, 4:1 (81.) Thorsten Röcher | 1:0 (7., Strafstoß) Peter Žulj, 2:0 (20.) Deni Alar, 2:1 (25.) Bernard Tekpetey, 3:1 (43.) Deni Alar, 4:1 (81.) Thorsten Röcher | 1:0 (7., Strafstoß) Peter Žulj, 2:0 (20.) Deni Alar, 2:1 (25.) Bernard Tekpetey, 3:1 (43.) Deni Alar, 4:1 (81.) Thorsten Röcher |
| 25.10.2017, 18:30 Uhr       | L4 | – | BL | SV Wimpassing | – | Wolfsberger AC | 1:0 (0:0) |
| SR: Hameter / 400           | Torschützen: | Torschützen: | Torschützen: | 1:0 (72.) Adil Kouskous | 1:0 (72.) Adil Kouskous | 1:0 (72.) Adil Kouskous | 1:0 (72.) Adil Kouskous |
| 25.10.2017, 19:00 Uhr       | RL | – | BL | TuS Bad Gleichenberg | – | FC Red Bull Salzburg (M, C) | 0:3 (0:1) |
| SR: Muckenhammer / 4114     | Torschützen: | Torschützen: | Torschützen: | 0:1 (45.) Reinhold Yabo, 0:2 (62.) Jérôme Onguéné, 0:3 (85.) Marc Rzatkowski | 0:1 (45.) Reinhold Yabo, 0:2 (62.) Jérôme Onguéné, 0:3 (85.) Marc Rzatkowski | 0:1 (45.) Reinhold Yabo, 0:2 (62.) Jérôme Onguéné, 0:3 (85.) Marc Rzatkowski | 0:1 (45.) Reinhold Yabo, 0:2 (62.) Jérôme Onguéné, 0:3 (85.) Marc Rzatkowski |
| 25.10.2017, 20:00 Uhr       | RL | – | EL | SK Austria Klagenfurt (LC) | – | FC Wacker Innsbruck | 4:2 (1:2) |
| SR: M. Schüttengruber / 650 | Torschützen: | Torschützen: | Torschützen: | 1:0 (5., Eigentor) Lukas Hupfauf, 1:1 (24.) Roman Kerschbaum, 1:2 (29., Strafstoß) Zlatko Dedič, 2:2 (56.) Thomas Hirschhofer, 3:2 (72.) Sandro Zakany, 4:2 (90. +2) Florian Jaritz                                                                              | 1:0 (5., Eigentor) Lukas Hupfauf, 1:1 (24.) Roman Kerschbaum, 1:2 (29., Strafstoß) Zlatko Dedič, 2:2 (56.) Thomas Hirschhofer, 3:2 (72.) Sandro Zakany, 4:2 (90. +2) Florian Jaritz                                                                              | 1:0 (5., Eigentor) Lukas Hupfauf, 1:1 (24.) Roman Kerschbaum, 1:2 (29., Strafstoß) Zlatko Dedič, 2:2 (56.) Thomas Hirschhofer, 3:2 (72.) Sandro Zakany, 4:2 (90. +2) Florian Jaritz                                                                              | 1:0 (5., Eigentor) Lukas Hupfauf, 1:1 (24.) Roman Kerschbaum, 1:2 (29., Strafstoß) Zlatko Dedič, 2:2 (56.) Thomas Hirschhofer, 3:2 (72.) Sandro Zakany, 4:2 (90. +2) Florian Jaritz                                                                              |
| 25.10.2017, 20:30 Uhr       | BL | – | BL | FK Austria Wien | – | SK Rapid Wien | 1:2 (0:1) |
| SR: Lechner / 14.652        | Torschützen: | Torschützen: | Torschützen: | 0:1 (43.) Thomas Murg, 1:1 (51.) Ibrahim Alhassan Abdullahi, 1:2 (78.) Philipp Schobesberger | 0:1 (43.) Thomas Murg, 1:1 (51.) Ibrahim Alhassan Abdullahi, 1:2 (78.) Philipp Schobesberger | 0:1 (43.) Thomas Murg, 1:1 (51.) Ibrahim Alhassan Abdullahi, 1:2 (78.) Philipp Schobesberger | 0:1 (43.) Thomas Murg, 1:1 (51.) Ibrahim Alhassan Abdullahi, 1:2 (78.) Philipp Schobesberger |
| Legende:                    | BL = Bundesliga (1. Leistungsstufe) – EL = Erste Liga (2. Leistungsstufe) – RL = Regionalliga (3. Leistungsstufe) M = amtierender Meister – C = amtierender Cupsieger – LC = amtierender Landescupsieger n. V. = Nach Verlängerung – i. E. = im Elfmeterschießen | BL = Bundesliga (1. Leistungsstufe) – EL = Erste Liga (2. Leistungsstufe) – RL = Regionalliga (3. Leistungsstufe) M = amtierender Meister – C = amtierender Cupsieger – LC = amtierender Landescupsieger n. V. = Nach Verlängerung – i. E. = im Elfmeterschießen | BL = Bundesliga (1. Leistungsstufe) – EL = Erste Liga (2. Leistungsstufe) – RL = Regionalliga (3. Leistungsstufe) M = amtierender Meister – C = amtierender Cupsieger – LC = amtierender Landescupsieger n. V. = Nach Verlängerung – i. E. = im Elfmeterschießen | BL = Bundesliga (1. Leistungsstufe) – EL = Erste Liga (2. Leistungsstufe) – RL = Regionalliga (3. Leistungsstufe) M = amtierender Meister – C = amtierender Cupsieger – LC = amtierender Landescupsieger n. V. = Nach Verlängerung – i. E. = im Elfmeterschießen | BL = Bundesliga (1. Leistungsstufe) – EL = Erste Liga (2. Leistungsstufe) – RL = Regionalliga (3. Leistungsstufe) M = amtierender Meister – C = amtierender Cupsieger – LC = amtierender Landescupsieger n. V. = Nach Verlängerung – i. E. = im Elfmeterschießen | BL = Bundesliga (1. Leistungsstufe) – EL = Erste Liga (2. Leistungsstufe) – RL = Regionalliga (3. Leistungsstufe) M = amtierender Meister – C = amtierender Cupsieger – LC = amtierender Landescupsieger n. V. = Nach Verlängerung – i. E. = im Elfmeterschießen | BL = Bundesliga (1. Leistungsstufe) – EL = Erste Liga (2. Leistungsstufe) – RL = Regionalliga (3. Leistungsstufe) M = amtierender Meister – C = amtierender Cupsieger – LC = amtierender Landescupsieger n. V. = Nach Verlängerung – i. E. = im Elfmeterschießen |

## Viertelfinale
Für das Viertelfinale hatten sich folgende Mannschaften qualifiziert:
| Bundesliga (4)                                                          | Erste Liga (2) (2. Liga) | Regionalligen (1)            | Landesligen (1) |
| ----------------------------------------------------------------------- | ------------------------ | ---------------------------- | --------------- |
| - SK Sturm Graz - SV Mattersburg - FC Red Bull Salzburg - SK Rapid Wien | - TSV Hartberg - SV Ried | - SK Austria Klagenfurt (LC) | - SV Wimpassing |

Die Auslosung der Viertelfinalspiele fand am Sonntag, den 5. November 2017 im Rahmen der ORF-Sendung Sport am Sonntag – Alles Fußball statt und wurde von Abfahrts-Olympiasieger Matthias Mayer vorgenommen. Die Auslosung ergab, dass alle Bundesligaklubs Heimvorteil genießen und damit Favoriten für den Aufstieg ins Halbfinale sind. Die Spiele des Achtelfinales wurden am Dienstag, den 27. und Mittwoch, den 28. Februar 2018 ausgetragen.

### Spielplan des Viertelfinales
| Datum/Zuschauer       | Liga | Liga | Liga | Heimmannschaft | | Gastmannschaft | Ergebnis |
| --------------------- | --- | --- | --- | --- | --- | --- | --- |
| 27.02.2018, 19:30 Uhr | BL | – | EL | SV Mattersburg | – | TSV Hartberg | 4:1 (2:0) |
| SR: Jäger / 500       | Torschützen: | Torschützen: | Torschützen: | 1:0 (13.) Smail Prevljak, 2:0 (44.) Markus Pink, 3:0 (73.) Masaya Okugawa, 4:0 (75.), Masaya Okugawa, 4:1 (90.) Stefan Meusburger | 1:0 (13.) Smail Prevljak, 2:0 (44.) Markus Pink, 3:0 (73.) Masaya Okugawa, 4:0 (75.), Masaya Okugawa, 4:1 (90.) Stefan Meusburger | 1:0 (13.) Smail Prevljak, 2:0 (44.) Markus Pink, 3:0 (73.) Masaya Okugawa, 4:0 (75.), Masaya Okugawa, 4:1 (90.) Stefan Meusburger | 1:0 (13.) Smail Prevljak, 2:0 (44.) Markus Pink, 3:0 (73.) Masaya Okugawa, 4:0 (75.), Masaya Okugawa, 4:1 (90.) Stefan Meusburger |
| 28.02.2018, 18:00 Uhr | BL | – | L4 | SK Sturm Graz | – | SV Wimpassing | 3:0 (1:0) |
| SR: Weinberger / 2800 | Torschützen: | Torschützen: | Torschützen: | 1:0 (2.) Philipp Huspek, 2:0 (47.) Peter Žulj, 3:0 (70.) Jakob Jantscher | 1:0 (2.) Philipp Huspek, 2:0 (47.) Peter Žulj, 3:0 (70.) Jakob Jantscher | 1:0 (2.) Philipp Huspek, 2:0 (47.) Peter Žulj, 3:0 (70.) Jakob Jantscher | 1:0 (2.) Philipp Huspek, 2:0 (47.) Peter Žulj, 3:0 (70.) Jakob Jantscher |
| 28.02.2018, 19:30 Uhr | BL | – | RL | FC Red Bull Salzburg (M, C) | – | SK Austria Klagenfurt | 7:0 (4:0) |
| SR: Heiß / 1500       | Torschützen: | Torschützen: | Torschützen: | 1:0 (13.) Patrick Farkas, 2:0 (15.) Hee-chan Hwang, 3:0 (24.) Amadou Haidara, 4:0 (37.) Hee-chan Hwang, 5:0 (69.) Fredrik Gulbrandsen, 6:0 (71.) Hannes Wolf, 7:0 (73.) Hannes Wolf | 1:0 (13.) Patrick Farkas, 2:0 (15.) Hee-chan Hwang, 3:0 (24.) Amadou Haidara, 4:0 (37.) Hee-chan Hwang, 5:0 (69.) Fredrik Gulbrandsen, 6:0 (71.) Hannes Wolf, 7:0 (73.) Hannes Wolf | 1:0 (13.) Patrick Farkas, 2:0 (15.) Hee-chan Hwang, 3:0 (24.) Amadou Haidara, 4:0 (37.) Hee-chan Hwang, 5:0 (69.) Fredrik Gulbrandsen, 6:0 (71.) Hannes Wolf, 7:0 (73.) Hannes Wolf | 1:0 (13.) Patrick Farkas, 2:0 (15.) Hee-chan Hwang, 3:0 (24.) Amadou Haidara, 4:0 (37.) Hee-chan Hwang, 5:0 (69.) Fredrik Gulbrandsen, 6:0 (71.) Hannes Wolf, 7:0 (73.) Hannes Wolf |
| 28.02.2018, 20:30 Uhr | BL | – | EL | SK Rapid Wien | – | SV Ried | 2:1 (0:1) |
| SR: Hameter / 7200    | Torschützen: | Torschützen: | Torschützen: | 0:1 (45., Strafstoß) Julian Wießmeier, 1:1 (75., Strafstoß) Joelinton, 2:1 (77.) Giorgi Kwilitaia | 0:1 (45., Strafstoß) Julian Wießmeier, 1:1 (75., Strafstoß) Joelinton, 2:1 (77.) Giorgi Kwilitaia | 0:1 (45., Strafstoß) Julian Wießmeier, 1:1 (75., Strafstoß) Joelinton, 2:1 (77.) Giorgi Kwilitaia | 0:1 (45., Strafstoß) Julian Wießmeier, 1:1 (75., Strafstoß) Joelinton, 2:1 (77.) Giorgi Kwilitaia |
| Legende:              | BL = Bundesliga (1. Leistungsstufe) – EL = Erste Liga (2. Leistungsstufe) RL = Regionalliga (3. Leistungsstufe) – L4 = Landesliga (4. Leistungsstufe) M = amtierender Meister – C = amtierender Cupsieger – – LC = amtierender Landescupsieger n. V. = Nach Verlängerung – i. E. = im Elfmeterschießen | BL = Bundesliga (1. Leistungsstufe) – EL = Erste Liga (2. Leistungsstufe) RL = Regionalliga (3. Leistungsstufe) – L4 = Landesliga (4. Leistungsstufe) M = amtierender Meister – C = amtierender Cupsieger – – LC = amtierender Landescupsieger n. V. = Nach Verlängerung – i. E. = im Elfmeterschießen | BL = Bundesliga (1. Leistungsstufe) – EL = Erste Liga (2. Leistungsstufe) RL = Regionalliga (3. Leistungsstufe) – L4 = Landesliga (4. Leistungsstufe) M = amtierender Meister – C = amtierender Cupsieger – – LC = amtierender Landescupsieger n. V. = Nach Verlängerung – i. E. = im Elfmeterschießen | BL = Bundesliga (1. Leistungsstufe) – EL = Erste Liga (2. Leistungsstufe) RL = Regionalliga (3. Leistungsstufe) – L4 = Landesliga (4. Leistungsstufe) M = amtierender Meister – C = amtierender Cupsieger – – LC = amtierender Landescupsieger n. V. = Nach Verlängerung – i. E. = im Elfmeterschießen | BL = Bundesliga (1. Leistungsstufe) – EL = Erste Liga (2. Leistungsstufe) RL = Regionalliga (3. Leistungsstufe) – L4 = Landesliga (4. Leistungsstufe) M = amtierender Meister – C = amtierender Cupsieger – – LC = amtierender Landescupsieger n. V. = Nach Verlängerung – i. E. = im Elfmeterschießen | BL = Bundesliga (1. Leistungsstufe) – EL = Erste Liga (2. Leistungsstufe) RL = Regionalliga (3. Leistungsstufe) – L4 = Landesliga (4. Leistungsstufe) M = amtierender Meister – C = amtierender Cupsieger – – LC = amtierender Landescupsieger n. V. = Nach Verlängerung – i. E. = im Elfmeterschießen | BL = Bundesliga (1. Leistungsstufe) – EL = Erste Liga (2. Leistungsstufe) RL = Regionalliga (3. Leistungsstufe) – L4 = Landesliga (4. Leistungsstufe) M = amtierender Meister – C = amtierender Cupsieger – – LC = amtierender Landescupsieger n. V. = Nach Verlängerung – i. E. = im Elfmeterschießen |

## Halbfinale
Für das Halbfinale hatten sich folgende Mannschaften qualifiziert:
| Bundesliga (4)                                                          |
| ----------------------------------------------------------------------- |
| - SV Mattersburg - SK Sturm Graz - FC Red Bull Salzburg - SK Rapid Wien |

Die Spiele wurden am Mittwoch, den 18. April 2018 ausgetragen.

### Spielplan des Halbfinales
| Datum/Zuschauer            | Liga | Liga | Liga | Heimmannschaft | | Gastmannschaft | Ergebnis |
| -------------------------- | --- | --- | --- | --- | --- | --- | --- |
| 18.04.2018, 18:00 Uhr      | BL | – | BL | SV Mattersburg | – | FC Red Bull Salzburg | 0:0 / 0:0 n. V. / 0:3 n. E. |
| SR: Schüttengruber / 4.800 | Torschützen: | Torschützen: | Torschützen: | 0:1 (120.) Valon Berisha, 0:2 (120.) André Ramalho, 0:3 (120.) Stefan Lainer | 0:1 (120.) Valon Berisha, 0:2 (120.) André Ramalho, 0:3 (120.) Stefan Lainer | 0:1 (120.) Valon Berisha, 0:2 (120.) André Ramalho, 0:3 (120.) Stefan Lainer | 0:1 (120.) Valon Berisha, 0:2 (120.) André Ramalho, 0:3 (120.) Stefan Lainer |
| 18.04.2018, 20:30 Uhr      | BL | – | BL | SK Sturm Graz | – | SK Rapid Wien | 2:2 (1:0) / 3:2 n. V. |
| SR: Schörgenhofer / 15.570 | Torschützen: | Torschützen: | Torschützen: | 1:0 (24.) Bright Edomwonyi, 1:1 (59.) Louis Schaub, 2:1 (63.) Bright Edomwonyi, 2:2 (84.) Giorgi Kwilitaia, 3:2 (102.) Emeka Eze                                                                    | 1:0 (24.) Bright Edomwonyi, 1:1 (59.) Louis Schaub, 2:1 (63.) Bright Edomwonyi, 2:2 (84.) Giorgi Kwilitaia, 3:2 (102.) Emeka Eze                                                                    | 1:0 (24.) Bright Edomwonyi, 1:1 (59.) Louis Schaub, 2:1 (63.) Bright Edomwonyi, 2:2 (84.) Giorgi Kwilitaia, 3:2 (102.) Emeka Eze                                                                    | 1:0 (24.) Bright Edomwonyi, 1:1 (59.) Louis Schaub, 2:1 (63.) Bright Edomwonyi, 2:2 (84.) Giorgi Kwilitaia, 3:2 (102.) Emeka Eze                                                                    |
| Legende:                   | BL = Bundesliga (1. Leistungsstufe) – EL = Erste Liga (2. Leistungsstufe) – RL = Regionalliga (3. Leistungsstufe) M = amtierender Meister – C = amtierender Cupsieger n. E. = Nach Elfmeterschießen | BL = Bundesliga (1. Leistungsstufe) – EL = Erste Liga (2. Leistungsstufe) – RL = Regionalliga (3. Leistungsstufe) M = amtierender Meister – C = amtierender Cupsieger n. E. = Nach Elfmeterschießen | BL = Bundesliga (1. Leistungsstufe) – EL = Erste Liga (2. Leistungsstufe) – RL = Regionalliga (3. Leistungsstufe) M = amtierender Meister – C = amtierender Cupsieger n. E. = Nach Elfmeterschießen | BL = Bundesliga (1. Leistungsstufe) – EL = Erste Liga (2. Leistungsstufe) – RL = Regionalliga (3. Leistungsstufe) M = amtierender Meister – C = amtierender Cupsieger n. E. = Nach Elfmeterschießen | BL = Bundesliga (1. Leistungsstufe) – EL = Erste Liga (2. Leistungsstufe) – RL = Regionalliga (3. Leistungsstufe) M = amtierender Meister – C = amtierender Cupsieger n. E. = Nach Elfmeterschießen | BL = Bundesliga (1. Leistungsstufe) – EL = Erste Liga (2. Leistungsstufe) – RL = Regionalliga (3. Leistungsstufe) M = amtierender Meister – C = amtierender Cupsieger n. E. = Nach Elfmeterschießen | BL = Bundesliga (1. Leistungsstufe) – EL = Erste Liga (2. Leistungsstufe) – RL = Regionalliga (3. Leistungsstufe) M = amtierender Meister – C = amtierender Cupsieger n. E. = Nach Elfmeterschießen |

## Endspiel
| Paarung                   | SK Sturm Graz – FC Red Bull Salzburg |
| Ergebnis                  | 1:0 n. V. |
| Datum                     | 9. Mai 2018 |
| Stadion                   | Wörthersee Stadion, Klagenfurt |
| Zuschauer                 | 27.100 |
| Schiedsrichter            | Harald Lechner (Wien) |
| Schiedsrichterassistenten | Andreas Heidenreich, Maximilian Kolbitsch |
| Vierter Offizieller       | Gerhard Grobelnik |
| Tore                      | 1:0 Stefan Hierländer (112.) |
| SK Sturm Graz             | Jörg Siebenhandl – Dario Maresic, Fabian Koch, Lukas Spendlhofer – Marvin Potzmann, Stefan Hierländer, James Jeggo, Peter Žulj (122. Christian Schoissengeyr) – Deni Alar (118. Sandi Lovrić), Thorsten Röcher (102. Philipp Huspek), Bright Edomwonyi (93. Jakob Jantscher) Cheftrainer: Heiko Vogel ( Deutschland) |
| FC Red Bull Salzburg      | Cican Stankovic – Stefan Lainer, André Ramalho, Duje Ćaleta-Car (45. Jérôme Onguéné) – Patrick Farkas, Xaver Schlager, Diadie Samassékou, Valon Berisha, Reinhold Yabo (99. Hannes Wolf) – Fredrik Gulbrandsen (76. Amadou Haidara), Munas Dabbur (83. Hwang Hee-chan) Cheftrainer: Marco Rose ( Deutschland)        |
| Gelbe Karten              | Thorsten Röcher (25.), Peter Žulj (41.), Fabian Koch (45+2.), Jakob Jantscher (102.), Marvin Potzmann (118.) – Duje Ćaleta-Car (17.), Valon Berisha (18.), André Ramalho (62.), Hwang Hee-chan (107.), Amadou Haidara (120.)                                                                                         |
| Platzverweise             | keine – André Ramalho (71.) |

## Torschützenliste

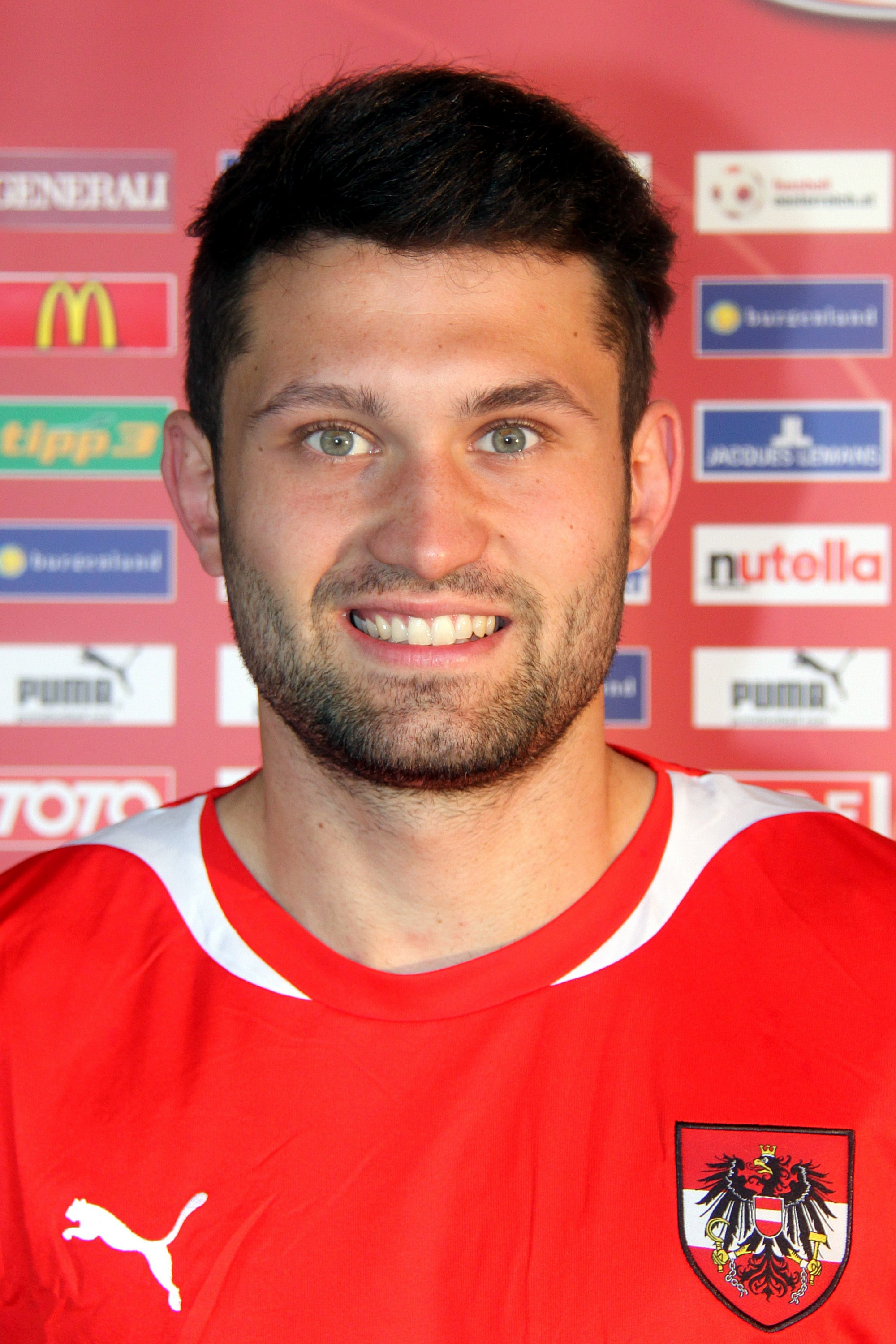
Der Hartberger Dario Tadić wurde Torschützenkönig mit fünf Treffern

| Rang | Spieler             | Natio- nalität          | Verein                   | Tore gesamt | davon in Runde | davon in Runde | davon in Runde | davon in Runde | davon in Runde | davon in Runde |
| Rang | Spieler             | Natio- nalität          | Verein                   | Tore gesamt | 1.             | 2.             | 3.             | 4.             | 5.             | 6.             |
| ---- | ------------------- | ----------------------- | ------------------------ | ----------- | -------------- | -------------- | -------------- | -------------- | -------------- | -------------- |
| 01.  | Dario Tadić         | Osterreich              | TSV Hartberg             | 5           | 1              | 3              | 1              | 0              | –              | –              |
| 02.  | Fredrik Gulbrandsen | Norwegen                | FC Red Bull Salzburg     | 4           | 2              | 1              | 0              | 1              | 0              | –              |
| 02.  | Florian Jaritz      | Osterreich              | SK Austria Klagenfurt    | 4           | 2              | 1              | 1              | 0              | –              | –              |
| 02.  | Philipp Wendler     | Osterreich              | TuS Bad Gleichenberg     | 4           | 3              | 1              | 0              | –              | –              | –              |
| 05.  | Deni Alar           | Osterreich              | SK Sturm Graz            | 3           | 1              | 0              | 2              | 0              | 0              | –              |
| 05.  | Kennedy Boateng     | Ghana                   | SV Ried                  | 3           | 1              | 1              | 1              | 0              | –              | –              |
| 05.  | Seifedin Chabbi     | Osterreich Tunesien     | SV Ried                  | 3           | 0              | 0              | 3              | 0              | –              | –              |
| 05.  | Adrian Grbić        | Osterreich              | SCR Altach               | 3           | 2              | 1              | 0              | –              | –              | –              |
| 05.  | Hee-chan Hwang      | Korea Sud               | FC Red Bull Salzburg     | 3           | 1              | 0              | 0              | 2              | 0              | –              |
| 05.  | Marco Hödl          | Osterreich              | USK Anif                 | 3           | 3              | 0              | –              | –              | –              | –              |
| 05.  | Giorgi Kwilitaia    | Georgien                | SK Rapid Wien            | 3           | 0              | 1              | 0              | 1              | 1              | –              |
| 05.  | Masaya Okugawa      | Japan                   | SV Mattersburg           | 3           | 0              | 0              | 1              | 2              | 0              | –              |
| 05.  | Patrick Schagerl    | Osterreich              | FC Blau-Weiß Linz        | 3           | 2              | 1              | –              | –              | –              | –              |
| 05.  | Louis Schaub        | Osterreich              | SK Rapid Wien            | 3           | 0              | 2              | 0              | 0              | 1              | –              |
| 05.  | Florian Templ       | Osterreich              | FC Blau-Weiß Linz        | 3           | 2              | 1              | –              | –              | –              | –              |
| 05.  | Hannes Wolf         | Osterreich              | FC Red Bull Salzburg     | 3           | 0              | 1              | 0              | 2              | 0              | –              |
| 11.  | Valon Berisha       | Kosovo Norwegen         | FC Red Bull Salzburg     | 2           | 2              | 0              | 0              | 0              | 0              | –              |
| 11.  | Dominik Burusic     | Osterreich Kroatien     | ASK-BSC Bruck/Leitha     | 2           | 1              | 1              | –              | –              | –              | –              |
| 11.  | Bright Edomwonyi    | Nigeria                 | SK Sturm Graz            | 2           | 1              | 0              | 0              | 0              | 1              | –              |
| 11.  | Jakob Färber        | Osterreich              | FC Gleisdorf 09          | 2           | 2              | 0              | –              | –              | –              | –              |
| 11.  | Manfred Fischer     | Osterreich              | TSV Hartberg             | 2           | 1              | 0              | 1              | 0              | –              | –              |
| 11.  | Christian Gebauer   | Osterreich              | SCR Altach               | 2           | 1              | 1              | 0              | –              | –              | –              |
| 11.  | Manuel Gerner       | Osterreich              | Union Gurten             | 2           | 2              | 0              | –              | –              | –              | –              |
| 11.  | Florian Jamnig      | Osterreich              | FC Wacker Innsbruck      | 2           | 1              | 1              | 0              | –              | –              | –              |
| 11.  | Jano                | Spanien                 | SV Mattersburg           | 2           | 1              | 1              | 0              | 0              | 0              | –              |
| 11.  | Mersudin Jukić      | Osterreich              | SV Grödig                | 2           | 2              | 0              | –              | –              | –              | –              |
| 11.  | Roman Kerschbaum    | Osterreich              | FC Wacker Innsbruck      | 2           | 1              | 0              | 1              | –              | –              | –              |
| 11.  | Michael Krenn       | Osterreich              | TuS Bad Gleichenberg     | 2           | 1              | 1              | 0              | –              | –              | –              |
| 11.  | Lukas Leitner       | Osterreich              | Union Vöcklamarkt        | 2           | 2              | 0              | –              | –              | –              | –              |
| 11.  | Stefan Maierhofer   | Osterreich              | SV Mattersburg           | 2           | 2              | 0              | 0              | 0              | 0              | –              |
| 11.  | Peter Michorl       | Osterreich              | LASK                     | 2           | 1              | 1              | 0              | –              | –              | –              |
| 11.  | Matúš Paukner       | Slowakei                | SV Horn                  | 2           | 0              | 2              | –              | –              | –              | –              |
| 11.  | Markus Pink         | Osterreich              | SV Mattersburg           | 2           | 0              | 0              | 1              | 1              | 0              | –              |
| 11.  | Smail Prevljak      | Bosnien und Herzegowina | SV Mattersburg           | 2           | 1              | 0              | 0              | 1              | 0              | –              |
| 11.  | Edin Salkić         | Osterreich              | ASK-BSC Bruck/Leitha     | 2           | 2              | 0              | –              | –              | –              | –              |
| 11.  | Fabian Schubert     | Osterreich              | SK Sturm Graz            | 2           | 2              | 0              | 0              | 0              | 0              | –              |
| 11.  | Amel Sistek         | Bosnien und Herzegowina | SV Wimpassing            | 2           | 1              | 1              | 0              | 0              | –              | –              |
| 11.  | Srđan Spiridonović  | Osterreich              | FC Admira Wacker Mödling | 2           | 2              | –              | –              | –              | –              | –              |
| 11.  | Bernard Tekpetey    | Ghana                   | SCR Altach               | 2           | 0              | 1              | 1              | –              | –              | –              |
| 11.  | Sandro Zakany       | Osterreich              | SK Austria Klagenfurt    | 2           | 0              | 1              | 1              | 0              | –              | –              |
| 11.  | Sebastian Zirnitzer | Osterreich              | Union Gurten             | 2           | 1              | 1              | –              | –              | –              | –              |
| 11.  | Philipp Zulechner   | Osterreich              | SK Sturm Graz            | 2           | 0              | 2              | 0              | 0              | 0              | –              |
| 11.  | Peter Žulj          | Osterreich Kroatien     | SK Sturm Graz            | 2           | 0              | 0              | 1              | 1              | 0              | –              |
|      |                     |                         |                          | Endstand    |                |                |                |                |                |                |

## Schiedsrichter

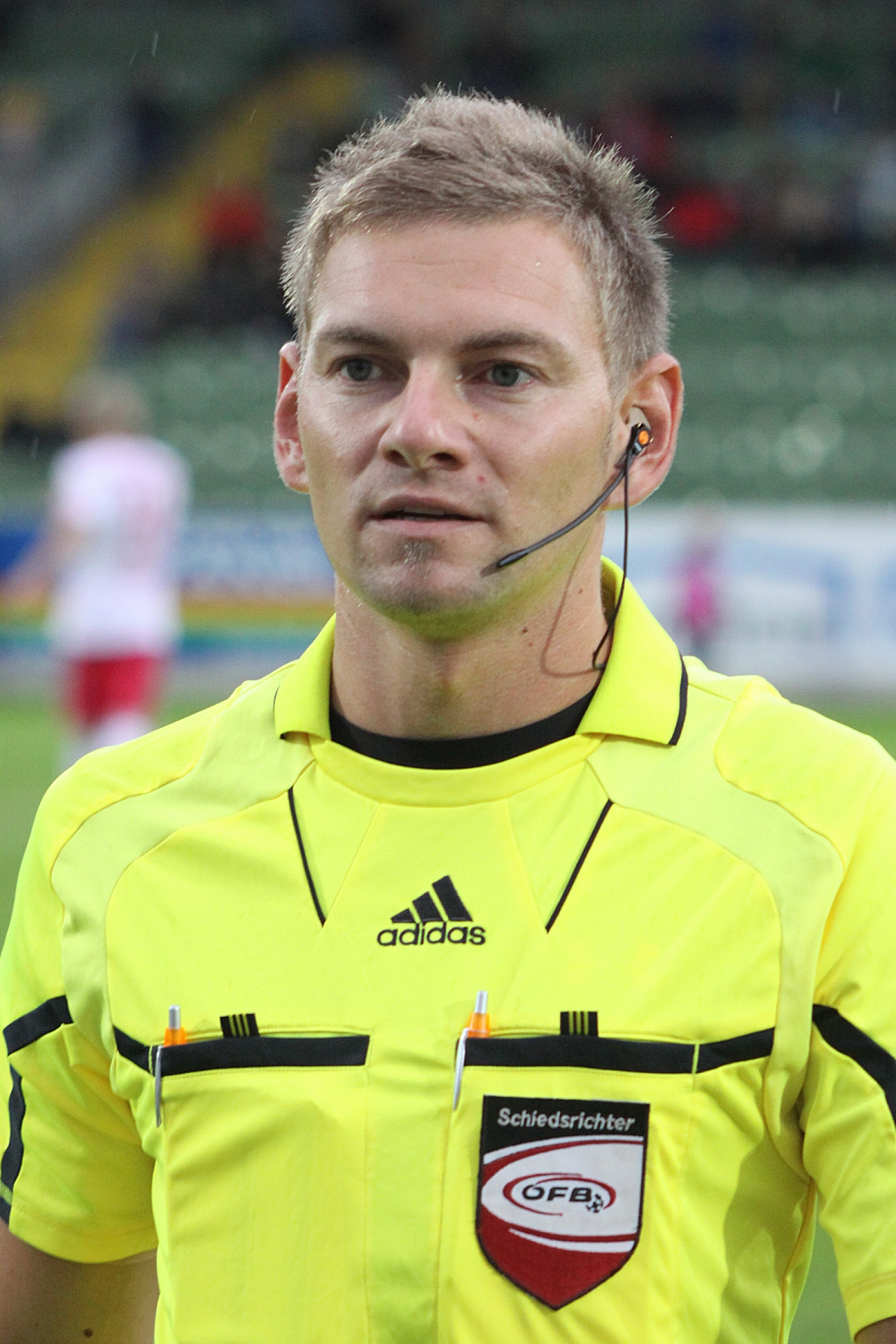
Manuel Schüttengruber war viermal im Einsatz

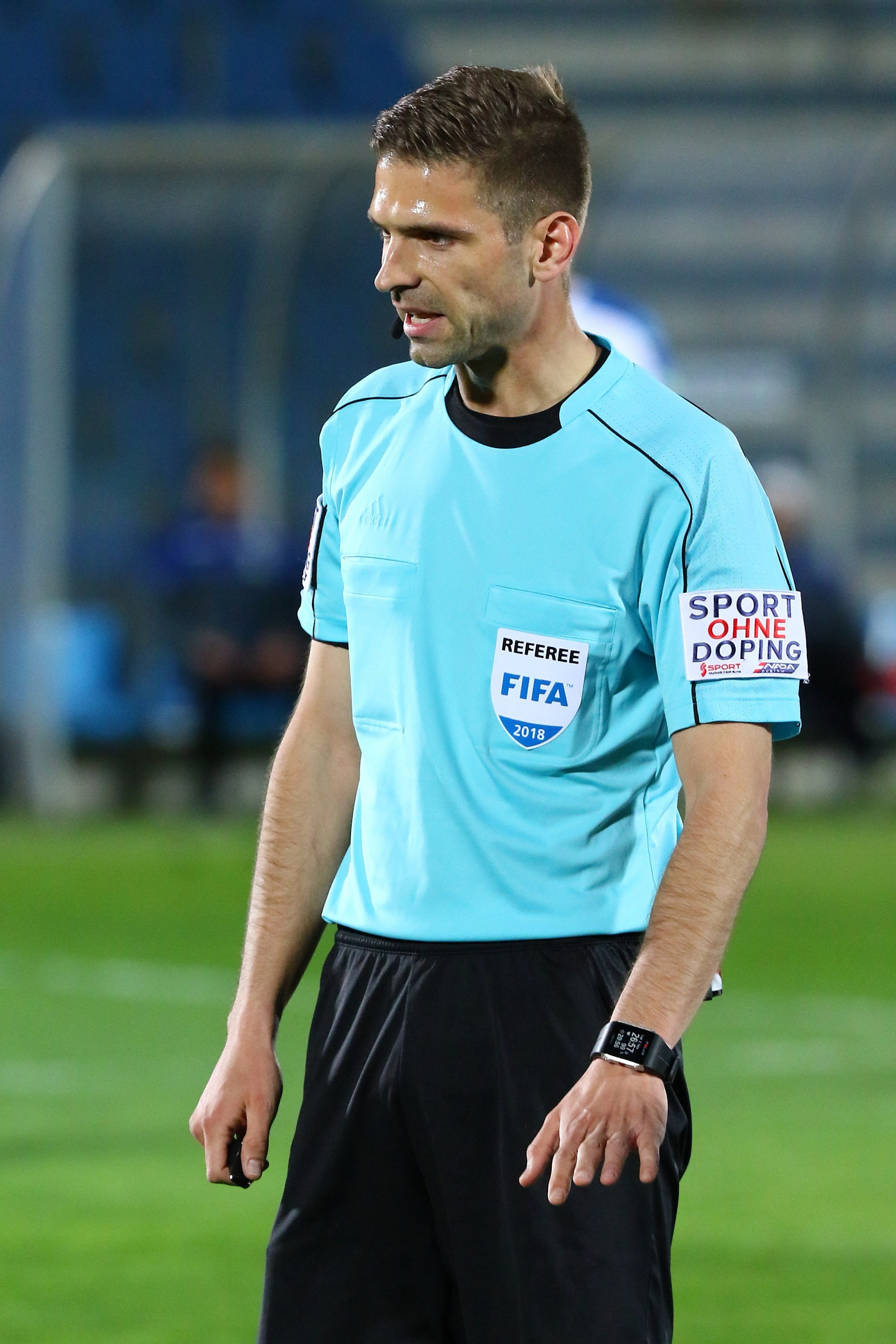
Christopher Jäger leitete ebenfalls vier Spiele

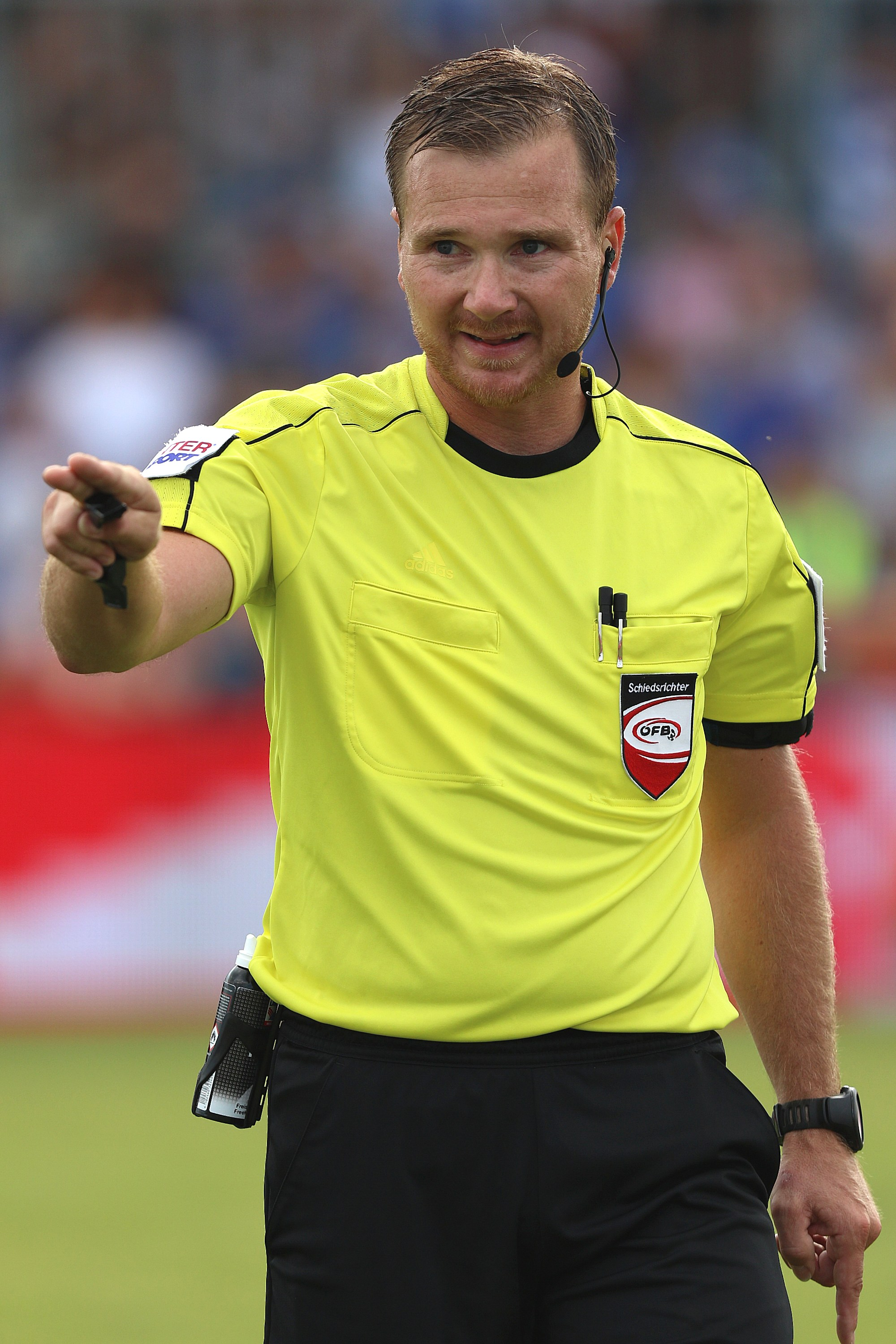
Dieter Muckenhammer zeigte 16 gelbe und 1 rote Karte

| Name                      | geboren    | Spiele | gelbe Karten | gelb-rote Karten | rote Karten |
| ------------------------- | ---------- | ------ | ------------ | ---------------- | ----------- |
| Christopher Jäger         | 23.01.1985 | 4      | 100          | 1                | 1           |
| Manuel Schüttengruber     | 20.07.1983 | 4      | 100          | 1                | 0           |
| Walter Altmann            | 24.12.1984 | 3      | 8            | 0                | 0           |
| Christian-Petru Ciochirca | 20.06.1989 | 3      | 8            | 0                | 0           |
| Gerhard Grobelnik         | 10.07.1975 | 3      | 140          | 0                | 0           |
| Markus Hameter            | 11.04.1980 | 3      | 5            | 0                | 0           |
| Alan Kijas                | 09.12.1986 | 3      | 9            | 0                | 0           |
| Harald Lechner            | 30.07.1982 | 3      | 220          | 1                | 0           |
| Dieter Muckenhammer       | 12.02.1981 | 3      | 160          | 0                | 1           |
| Robert Schörgenhofer      | 21.02.1973 | 3      | 120          | 1                | 0           |
| Julian Weinberger         | 14.02.1985 | 3      | 130          | 1                | 0           |
| René Eisner               | 02.09.1975 | 2      | 7            | 0                | 1           |
| Sebastian Gishamer        | 13.10.1988 | 2      | 9            | 1                | 1           |
| Alexander Harkam          | 17.11.1981 | 2      | 2            | 0                | 0           |
| Andreas Heiß              | 18.04.1983 | 2      | 3            | 0                | 0           |
| Felix Ouschan             | 30.06.1990 | 2      | 8            | 0                | 0           |
| Josef Spurny              | 29.06.1986 | 2      | 3            | 0                | 0           |
| Oliver Drachta            | 15.05.1977 | 1      | 3            | 0                | 0           |
| Stefan Ebner              | 08.06.1991 | 1      | 0            | 0                | 0           |
| Bernd Eigler              | 10.07.1984 | 1      | 2            | 0                | 0           |
| Manfred Erlinger          | 14.09.1976 | 1      | 0            | 0                | 0           |
| Thomas Fröhlacher         | 23.12.1992 | 1      | 3            | 0                | 1           |
| Gabriel Gmeiner           | 08.07.1989 | 1      | 4            | 0                | 0           |
| Engin Isgören             | 30.06.1988 | 1      | 1            | 0                | 0           |
| Florian Jandl             | 06.11.1991 | 1      | 4            | 2                | 0           |
| Markus Katona             | 27.05.1984 | 1      | 3            | 0                | 0           |
| Mile Lukic                | 27.06.1993 | 1      | 3            | 0                | 0           |
| Daniel Pfister            | 20.08.1992 | 1      | 5            | 1                | 0           |
| Alain Sadikovski          | 12.09.1992 | 1      | 9            | 0                | 0           |
| Pascal Schedler           | 22.01.1994 | 1      | 3            | 0                | 0           |
| Christian Struz           | 02.11.1974 | 1      | 1            | 0                | 0           |
| Anes Talic                | 27.09.1994 | 1      | 5            | 1                | 0           |
| Markus Tiefgraber         | 16.09.1994 | 1      | 7            | 0                | 0           |
| Summe                     | Summe      | 63     | 21200        | 10               | 5           |
| Endstand                  |            |        |              |                  |             |